# قائمة شخصيات ظهرت على طوابع بريد الولايات المتحدة
تسرد هذه القائمة الأشخاص الذين ظهروا على طوابع البريد الأمريكية، مرتبة حسب أسمائهم، والسنة التي ظهروا فيها أول مرة على الطابع، ووصفًا موجزًا لشهرتهم. منذ أن أصدر مكتب بريد الولايات المتحدة (الآن خدمة البريد الأمريكية) طابعه الأول في عام 1847، أُصدر أكثر من 4000 طابع وظهر فيها أكثر من 800 شخص. لقد ظهرت شخصيات على طوابع متعددة في إصدار واحد، أو بمرور الوقت، مثل العديد من رؤساء الولايات المتحدة. وعلى مر السنين كان لابد أن يتوفى الشخص قبل ظهور وجهه على الطابع، على الرغم من أن خدمة البريد الأمريكية ستوثق أن الطابع قد يخلد ذكرى الأشخاص، سواء كانوا أحياء أو متوفين، دون تضمين وجوههم الفعلية على الطابع. – مثل صورة الغواصة الصفراء من غلاف الألبوم الذي يحمل الاسم نفسه عام 1969 والذي ظهر على طابع عام 1999 تخليداً لذكرى أربعة أشخاص (ثلاثة منهم ما زالوا على قيد الحياة آنذاك) شكلوا بشكل جماعي فرقة البيتلز.
رُتّبت القائمة حسب اسم العائلة باللغة الإنجليزية.

## A

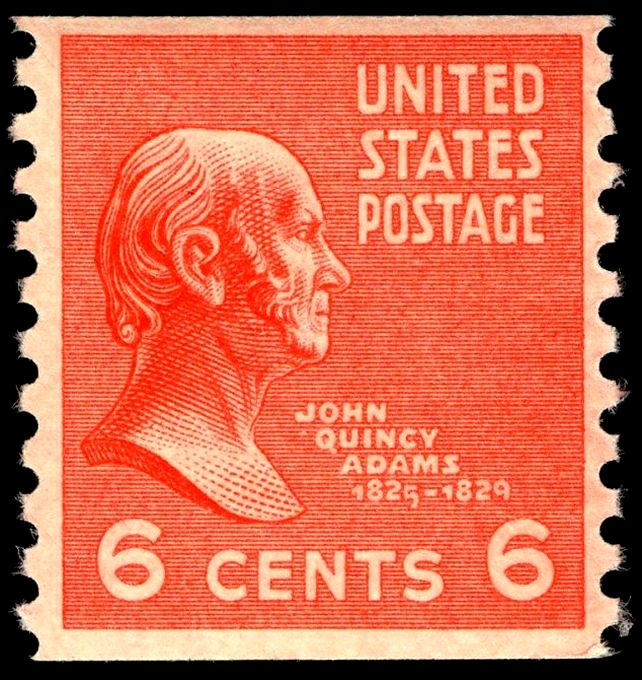
طابع يحتوي على صورة جون كوينسي آدامز

- هانك آرون (2024) لاعب كرة القاعدة أمريكي أسود.[4]
- إدوين أوستن آبي (2001) رسام توضيحي.[5]
- إدوارد ر. أبرامز[الإنجليزية] (2008) ممثل سينمائي.[6]
- روي أكوف (2003) مغني ريفي وموسيقي وكاتب أغاني.[7]
- أنسيل آدامز (2002) مصور فوتوغرافي.[8]
- جين آدامز (1940) رائدة وناشطة أمريكية ورائدة في السلام العالمي وحقوق الاقتراع للمرأة.
- جون آدامز (1938) الرئيس الثاني للولايات المتحدة.[9]
- جون كوينسي آدامز (1938، 1986) الرئيس السادس للولايات المتحدة الأمريكية بالفترة بين عامي 1825 إلى 1829.
- صموئيل آدمز (1976) أحد الموقعين على إعلان الاستقلال.
- ألفين آيلي (2004) مصمم رقصات.[10]
- لويزا ماي ألكوت (1940) مؤلفة وروائية.

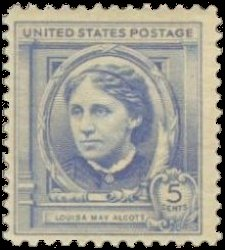
لويزا ماي ألكوت على طابع يعود لعام 1940

- باز ألدرين (1994)،[11] (2019)[12] رائد فضاء ومهندس.
- هوراشيو ألجر جونيور (1982) مؤلف.
- دانتي أليغييري (1965) شاعر.
- جرايسي ألين (2009) كوميدي.[13]
- ريتشارد ألين (2016) أسقف أمريكي من أصل أفريقي، مؤسس كنيسة الأسقفية الأفريقية الميثودية الأفريقية.[14]
- ستيف ألين (2009) ممثل كوميدي.[13]
- فران أليسون (2009) ممثلة.[13]
- سي ألفريد أندرسون[الإنجليزية] (2014) طيار.[15]
- ماريان أندرسون (2005) مغنية أوبرا.[16]
- سوزان أنتوني (1936) مناصرة لحق المرأة في التصويت، وناشطة نسوية، ومناهضة للعبودية.
- جوني أبلسيد (1966) محافظ على البيئة.
- هارولد أرلين (1996) ملحن.

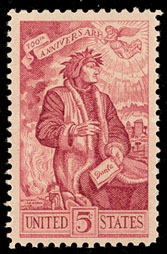
دانتي أليغييري على طابع يعود لعام 1965

- إدوين أرمسترونج (1983) مخترع ومهندس كان له دور في اختراع الراديو.
- لويس أرمسترونج (1995) مغني جاز وموسيقي وكاتب أغاني.
- نيل أرمسترونج (1969)،[17] (2019)[18] رائد فضاء، مهندس
- هنري أرنولد (1988) جنرال في القوات الجوية.
- تشيستر آرثر (1938) الرئيس الحادي والعشرون.
- روث أساوا (2020) نحاتة وفنانة.[19]
- آرثر آش (2005) لاعب تنس.[16]
- جون جيمس أودوبون (1940) عالم طبيعة ورسام.[8][20]
- جين أوتري (2010) ممثل.[21][22]

## B
- إيلا بيكر (2009) زعيمة الحقوق المدنية.[13]
- جوزفين بيكر (2008) مغنية.[23]
- جورج بالانشين (2004) مصمم رقصات.[10]
- فاسكو نونييث دي بالبوا (1913) مستكشف.
- إبراهام بالدوين (1985) رجل دولة.
- جيمس بالدوين (2004) مؤلف.[10]
- لوسيل بال (2001) ممثلة.[5][13]
- بينجامين بانكر (1980) مساح وفلكي ورياضي.
- فرنسوا باربي ماربوا (1953)، مفاوض شراء لويزيانا.
- صامويل باربر (1997) ملحن.[24]
- جون باردين (2008) فيزيائي.[23]
- جون باري (1936) ضابط بحري.

- كلارا بارتون (1948) ممرضة.
- جون بارترام[الإنجليزية] (1999) عالم نبات.[3]
- ويليام بارترام (1999) عالم نبات.[3]

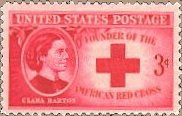
كلارا بارتون على طابع يعود لعام 1948

- جون باسيلوني[الإنجليزية] (2005) جندي مشاة البحرية، حائز على وسام الشرف.[16]
- ديزي بيتس (2009) زعيمة الحقوق المدنية.[13]
- جيمس بيرد (2014) طاهٍ وشخصية تلفزيونية ومؤلف كتب طبخ.[25]
- رومير بيردن (2011) فنان.[26]
- البيتلز (1999) فرقة موسيقى الروك.[3]
- نورمان بل غيدز (2011) مصمم صناعي.[26]
- ألكسندر غراهام بل (1940) مخترع.
- سول بيلو (2024) روائي.[27]
- ستيفن فينسنت بينيت[الإنجليزية] (1998) مؤلف.[28]
- ميلتون بيرل (2009) كوميدي.[13]
- إرفينغ برلين (2002) ملحن.[8]

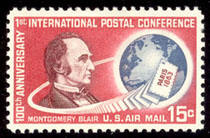
مونتجومري بلير على طابع يعود لعام 1963

- ليونارد برنستاين (2001) قائد فرقة موسيقية وملحن.[5]
- ألبرت بيرشتات (1998) رسام.[23]
- حيرام بينغهام الرابع (2006) دبلوماسي.[29]
- جورج كاليب بينغهام (1998) رسام.

- إليزابيث بيشوب (2012) شاعرة.[30]

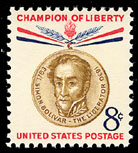
سيمون بوليفار على طابع يعود لعام 1958

- إليزابيث بلاكويل (1974) أول طبيبة أمريكية.
- مونتجومري بلير (1963) سياسي من ماريلاند.

- نيللي بلي (2002) صحفية.[8]
- همفري بوغارت (1997) ممثل.[24]
- تشارلز بوهلين (2006) دبلوماسي.[29]

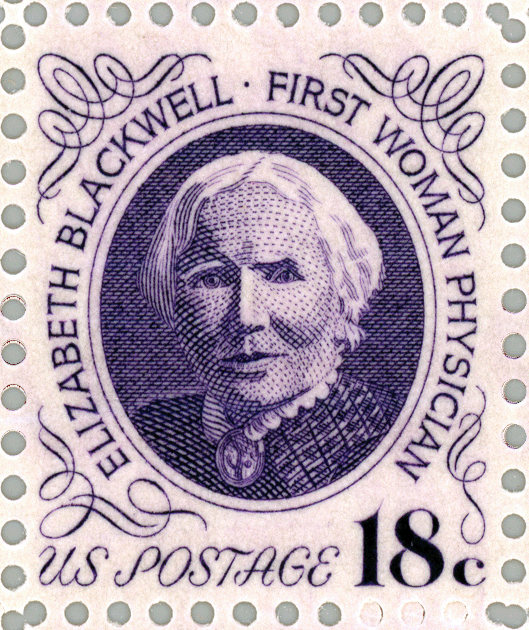
إليزابيث بلاكويل على طابع يعود لعام 1974

- سيمون بوليفار (1958) عسكري وسياسي ومؤسس ورئيس كولومبيا الكبرى.[31][32]
- ساندرو بوتيتشيلي (1981) رسام.[23]
- وليام بويد (2009) ممثل.[13]
- إليزابيث بوير (2008) ممثلة.[6]
- عمر برادلي (2000) جنرال جيش الحرب العالمية الثانية.[33]
- لويس برانديز (2009) قاضي المحكمة العليا.[13]
- ماري كارسون بريكينريدغ (1998) ممرضة وناشطة اجتماعية.[28]
- ويليام جي برينان (2009) قاضي المحكمة العليا.[13]
- يوسف برودسكي (2012) شاعر.[30]
- غويندولين بروكس (2012) شاعرة.[30]
- بير برايانت (1997) مدرب كرة قدم.[24]
- جيمس بيوكانان (1938) الرئيس 15 للولايات المتحدة.
- لوثر بيربانك (1940) عالم نبات.
- جوليا دي بيرغوس (2010) شاعرة.[22]
- آرلي ألبرت بيرك[الإنجليزية] (2010) أدميرال.[22]
- جورج برنز (2009) ممثل هزلي.[13]
- رايموند بور (2009) ممثل.[13]
- إدغار رايس بوروس (2012) مؤلف.[30][34]
- جورج بوش الأب (2019) الرئيس 41 للولايات المتحدة.[35]

## C

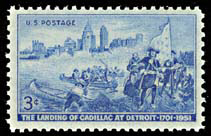
أنطوان دي لا موث كاديلاك على طابع يعود لعام 1951

- أنطوان دي لا موث كاديلاك[الإنجليزية] (1951) مستكشف.
- جيمس كاغني (1999) ممثل.[3]
- ألكسندر كالدر (1998) نحات.[28]
- ملفين كالفن (2011) كيميائي.[26]
- والتر كامب (2003) مدرب كرة قدم.[7]
- روي كامبانيلا (2006) لاعب كرة القاعدة.[29]
- فرانك كابرا (2012) مخرج أفلام.[30][36]
- هاتي كارواي (2001) أول عضوة في مجلس الشيوخ.[5]
- أندرو كارنيجي (1960) رجل أعمال ومحسن.
- آرت كارني (2009) ممثل.[13]
- تشارلز كارول من كارولتون (1976) أحد الموقعين على إعلان الاستقلال.

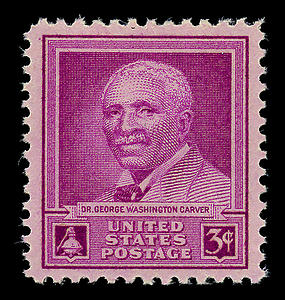
جورج واشنطن كارفر على طابع يعود لعام 1948

- جورج واشنطن كارفر (1948) عالم نبات.[28]
- جوني كاش (2013) مغني.[37][38][39]
- ماري كاسات (1966) رسامة.[7]
- ويلا كاثر (1973) كاتبة.
- جورج كاتلين (1998) رسام.[40]
- ويلت تشامبرلين (2014) لاعب كرة سلة.[25]
- كاري تشابمان كات (1948) مناصرة حق المرأة في التصويت.[40]
- إجناسيو تشاكون[الإنجليزية] (2006) رسام.[29]
- صمويل دو شامبلان (2006) مستكشف.[29]
- لون تشاني جونيور (1997) ممثل.[24]
- تشارلي تشابلن (1994) ممثل.[28]
- ديف تشابمان (2011) مصمم صناعي.[26]
- ري تشارلز (2013) موسيقي.[37][39]
- صامويل تشايس (1976) أحد الموقعين على إعلان الاستقلال.
- سيزار تشافيز (2003) زعيم حقوق العمال.[7]
- جويس تشين[الإنجليزية] (2014) طاهية وشخصية تلفزيونية ومؤلفة كتب طبخ.[25]
- كلير لي شينو (1990) جنرال في الحرب العالمية الثانية.
- تشارلز دبليو. تشيسنوت (2008) كاتب.[23]
- جوليا تشايلد (2014) طاهية وشخصية تلفزيونية ومؤلفة كتب طبخ.[25]
- شيرلي تشيزوم (2014) عضوة الكونجرس.[41]

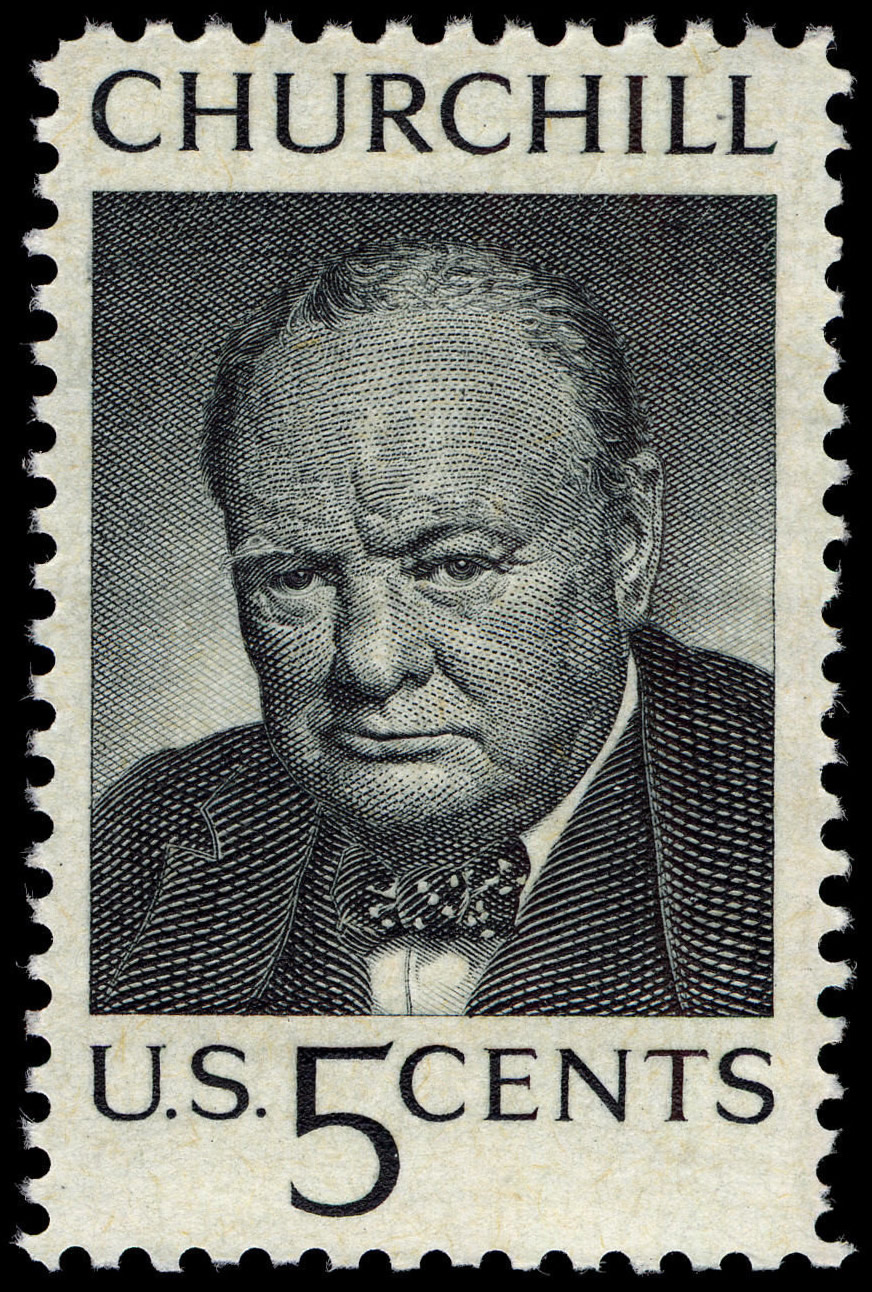
ونستون تشرشل على طابع يعود لعام 1965

- ونستون تشرشل (1965) رئيس الوزراء البريطاني.
- إيوغيني كلارك (2022) عالمة أسماك أمريكية وباحثة في أسماك القرش وغواصة علمية.[42]
- ويليام كلارك (1954) مستكشف.[10]

- هنري كلاي (1870، 1902) رجل دولة.

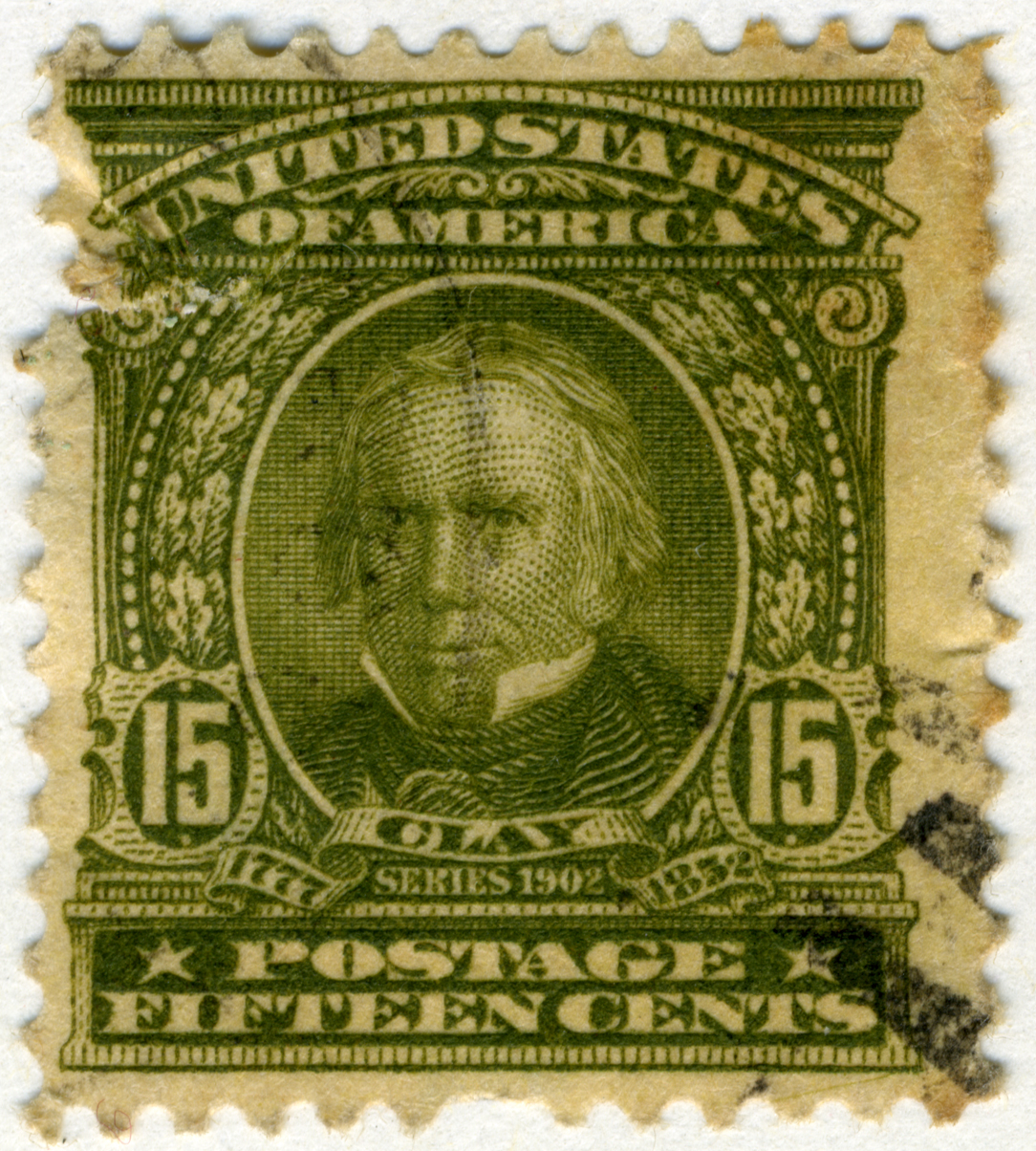
هنري كلاي، 1902

- روبرتو كليمنتي (1984 و2000) لاعب كرة القاعدة.[33]
- جروفر كليفلاند (1923) الرئيس الثاني والعشرون والرابع والعشرون.
- جيه آر كليفورد (2009) محامي.[13]
- جورج كلايمر (1976) أحد الموقعين على إعلان الاستقلال.
- ديفيد كوب (1976) ممثل الكونجرس الأمريكي الثالث.
- تاي كوب (2000) لاعب كرة القاعدة.[33]
- ألفين لانغدون كوبورن (2002) مصور فوتوغرافي.[8]
- جاكلين كوكران (1996) طيارة.[43]
- ميكي كوكران (2000) لاعب كرة القاعدة.[33]
- فيكتوريا كودونا[الإنجليزية] (2014) ممثلة سيرك.[44]
- كاثرين كوفين (2024) ناشطة في السكك الحديدية تحت الأرض ومقرها إنديانا وأوهايو.[45]
- إيدي كولينز (2000) لاعب كرة القاعدة.[33]
- جيمس كوك (1978) مستكشف.[46]
- كالفين كوليدج (1938) الرئيس الثلاثون للولايات المتحدة.[40]
- آنا جاي كوبر (2009) زعيمة الحقوق المدنية.[13][26]
- غاري كوبر (1990، 2009) ممثل.[13]

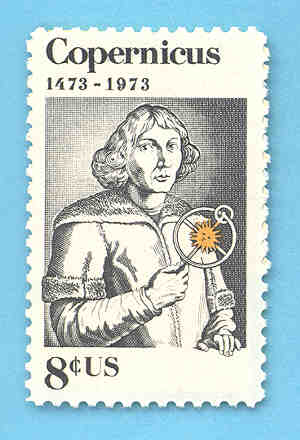
نيكولاس كوبرنيكوس على طابع يعود لعام 1973

- نيكولاس كوبرنيكوس (1973) عالم فلك.
- جرتي كوري (2008) عالمة كيمياء حيوية.[23]
- دين كورنويل (2001) رسام توضيحي.[5]
- فرانسيسكو فاسكويز دي كورونادو (1940) مستكشف.
- لورينزو كوستا (2001) رسام.[5]
- دافي كروكيت (1967) عسكري وسياسي.
- سيليا كروز (2011) مغنية وموسيقية.[26]
- إدوارد إستالن كامينجز (2012) شاعر.[30]
- إيموجن كونينغهام (2002) مصورة.[8]
- ماناسيه كاتلر (1937) رائد الإقليم الشمالي الغربي.[40]

## D

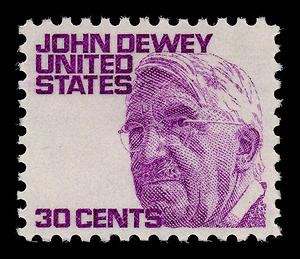
جون ديوي على طابع بريد يعود لعام 1968

- دانييل دالي (2005) جندي مشاة البحرية؛ حائز على وسام الشرف.[16]

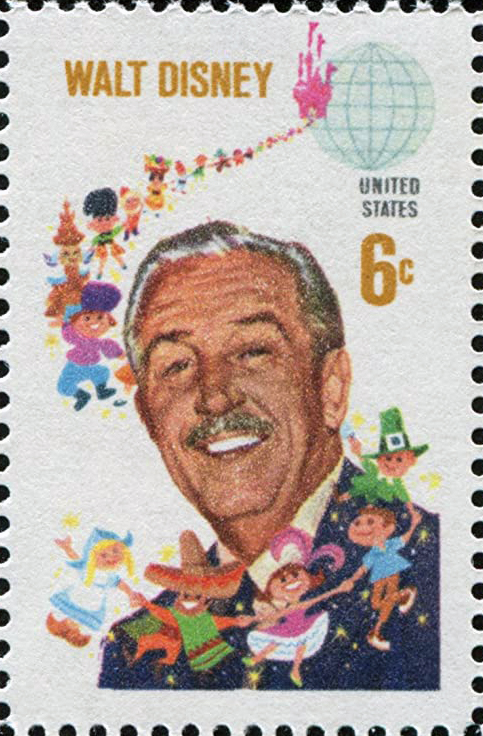
والت ديزني على طابع يعود لعام 1968

- أليسون ديفيس (1994) معلم وعالم أنثروبولوجيا.
- بنيامين أوليفر ديفيس الأب (1997) جنرال في الجيش.[24]
- بيت ديفيس (2008) ممثلة.[23]
- جيفيرسون ديفيس (1970) رئيس الكونفدرالية.[40]
- مايلز ديفيس (2012) عازف موسيقى الجاز.[30][34]
- ستيوارت ديفيس (2013) فنان حديث.[37][47]
- جوليا دي بيرغوس (2010) كاتبة وشاعرة بورتوريكية.[26]
- أجنيس دي ميل[الإنجليزية] (2004) مصممة رقصات.[10]
- ديزي دين (2000) لاعب كرة القاعدة.[33]
- ويليم دي كوننغ (2010) فنان تعبيري تجريدي.[22][48][49]
- أندريا ديلا روبيا (1978) نحات.

- جاك دمبسي (1998) ملاكم.[28]
- تشارلز ديموت (2013) فنان حديث.[37][47]
- دونالد ديسكي[الإنجليزية] (2011) مصمم صناعي.[26]
- جورج ديوي (1936) أميرال بحري.
- جون ديوي (1968) معلم.
- إيميلي ديكنسون (1971) شاعرة.
- جون ديكنسون (1976) محامٍ أمريكي.

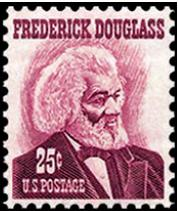
فريدريك دوغلاس على طابع بريد يعود لعام 1967

- ويليام ديكسون (1996) مخترع كاميرا التصوير السينمائي.
- جو ديماجيو (2012) لاعب كرة القاعدة.[30]
- والت ديزني (1968) منتج أفلام ورسام رسوم متحركة.
- لاري دوبي[الإنجليزية] (2012) لاعب كرة القاعدة.[30]
- جيمي دورسي (1996) عازف موسيقى الجاز وقائد الفرقة.
- تومي دورسي (1996) عازف موسيقى الجاز وقائد الفرقة.
- آرون دوغلاس (2013) فنان حديث.[37][47]
- ستيفن أ. دوغلاس (1958) سياسي.
- فريدريك دوغلاس (1967، 2024) مناهض للعبودية.[45]
- آرثر دوف (2013) فنان حديث.[37][47]
- هنري درايفس (2011) مصمم صناعي.[26]

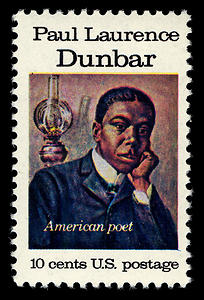
باول لورانس دانبار على طابع بريد يعود لعام 1975

- ويب دو بوا (1992) مدافع عن الحقوق المدنية.[28]
- مارسيل دوشامب (2013) فنان حديث.[37][47]
- جون فوستر دالاس (1960) وزير خارجية.
- باول لورانس دانبار (1975) شاعر.[23]
- إيزادورا دانكن (2012) راقصة.[30]
- كاثرين دنهام (2012) مصممة رقصات.[30]
- هارفي دان (2001) رسام توضيحي.[5]

## E
- توماس إيكنز (1967) رسام ونحات.

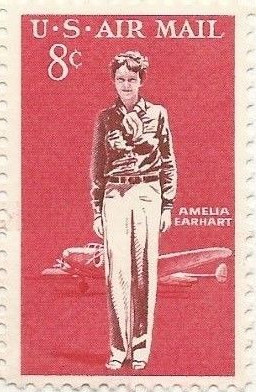
أميليا إيرهارت على طابع بريد يعود لعام 1963

- تشارلز وراي إيمز[الإنجليزية] (2008) التصميم الصناعي، تصميم الأثاث.[23]
- أميليا إيرهارت (1963) كاتبة ورائدة في الطيران.
- جورج إيستمان (1954) مخترع الفيلم الملفوف.

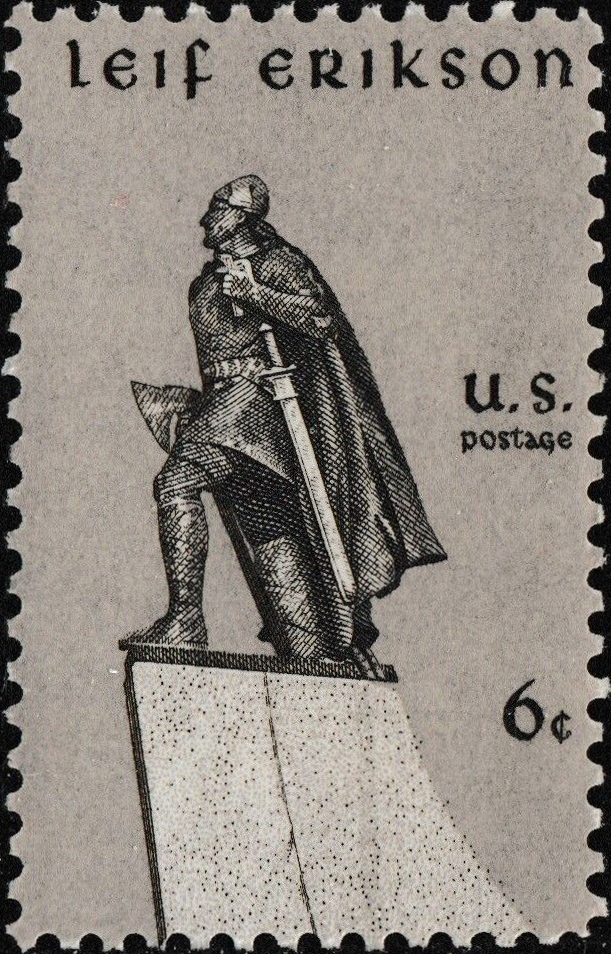
ليف إريكسون على طابع بريد يعود لعام 1968

- توماس إديسون (1947) مخترع.
- ألبرت أينشتاين (1966) فيزيائي.

- بيلي أيزنجرين[الإنجليزية] (2002) رجل إطفاء جراوند زيرو
- دوايت أيزنهاور (1969) الرئيس الرابع والثلاثون للولايات المتحدة.[40][50]
- ديوك إلينغتون (1986) عازف موسيقى الجاز وملحن.[23]
- رالف إيلسون (2014) مؤلف وناقد أدبي.[51]
- ليف إريكسون (1968) مستكشف.
- خايمي إسكالانتي[الإنجليزية] (2016) مربي.[14]
- والكر إيفانز (2002) مصور.[8]
- مدغار ويلي إيفرز (2009) زعيم الحقوق المدنية.[13]

## F
- روبرت فاوست (2001) رسام توضيحي.[5]

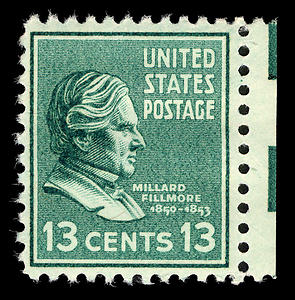
ميلارد فيلمور على طابع بريد يعود لعام 1938

- إدنا فيربر (2002) مؤلفة وكاتبة قصص.[7][8][3][40]
- بيري فيرغسون (2003) مدير فني للأفلام السينمائية.
- إنريكو فيرمي (200fremo1) فيزيائي.[5]
- خوسيه فيرير (2012) ممثل.[34]
- ريتشارد فاينمان (2005) فيزيائي.[16]
- آرثر فيدلر (1997) قائد فرقة موسيقية.[24]
- ميلارد فيلمور (1938) الرئيس الثالث عشر للولايات المتحدة.
- إلا فيتزجيرالد (2007) مغنية جاز.[52]
- جيمس مونتجومري فلاغ (2001) رسام توضيحي.[5]

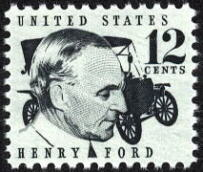
هنري فورد على طابع بريد يعود لعام 1968

- الأب إدوارد ج. فلاناغان (1986) مدافع عن الأيتام.
- هنري فوندا (2005) ممثل.[16]
- لين فونتان[الإنجليزية] (1999) ممثلة.[3][40]
- بيتي فورد (2024) السيدة الأولى للولايات المتحدة من عام 1974 إلى عام 1977.[53]
- جيرالد فورد (2007) الرئيس الثامن والثلاثون للولايات المتحدة.[50][52]
- هنري فورد (1968) رائد أعمال وكاتب ومخترع وسياسي.
- جون فورد (2012) مخرج أفلام.[30][36]
- بوب فوس (2012) مصمم رقصات.[30]

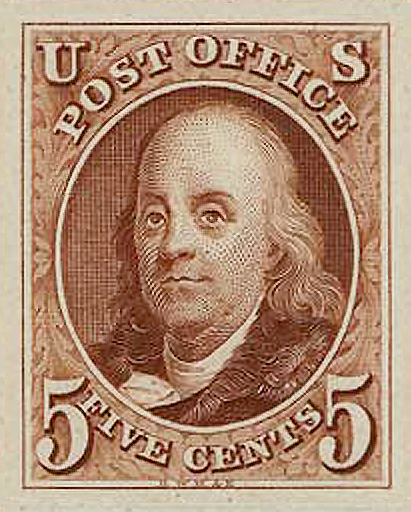
بنجامين فرانكلين على أول طابع بريد أمريكي عام 1847

- روب فوستر (2010) لاعب كرة القاعدة.[22][26][54]
- جورج إل فوكس عسكري في جيش الولايات المتحدة (1948).[55]
- جيمي فوكس (2000) ممثل ومغني.[33]
- بيتر فرانسيسكو (1975) جندي.
- فيليكس فرانكفورتر (2009) قاضي المحكمة العليا.[13]
- بنيامين فرانكلين (1847) أول مدير مكتب بريد ورجل دولة وعالم.[29][56]

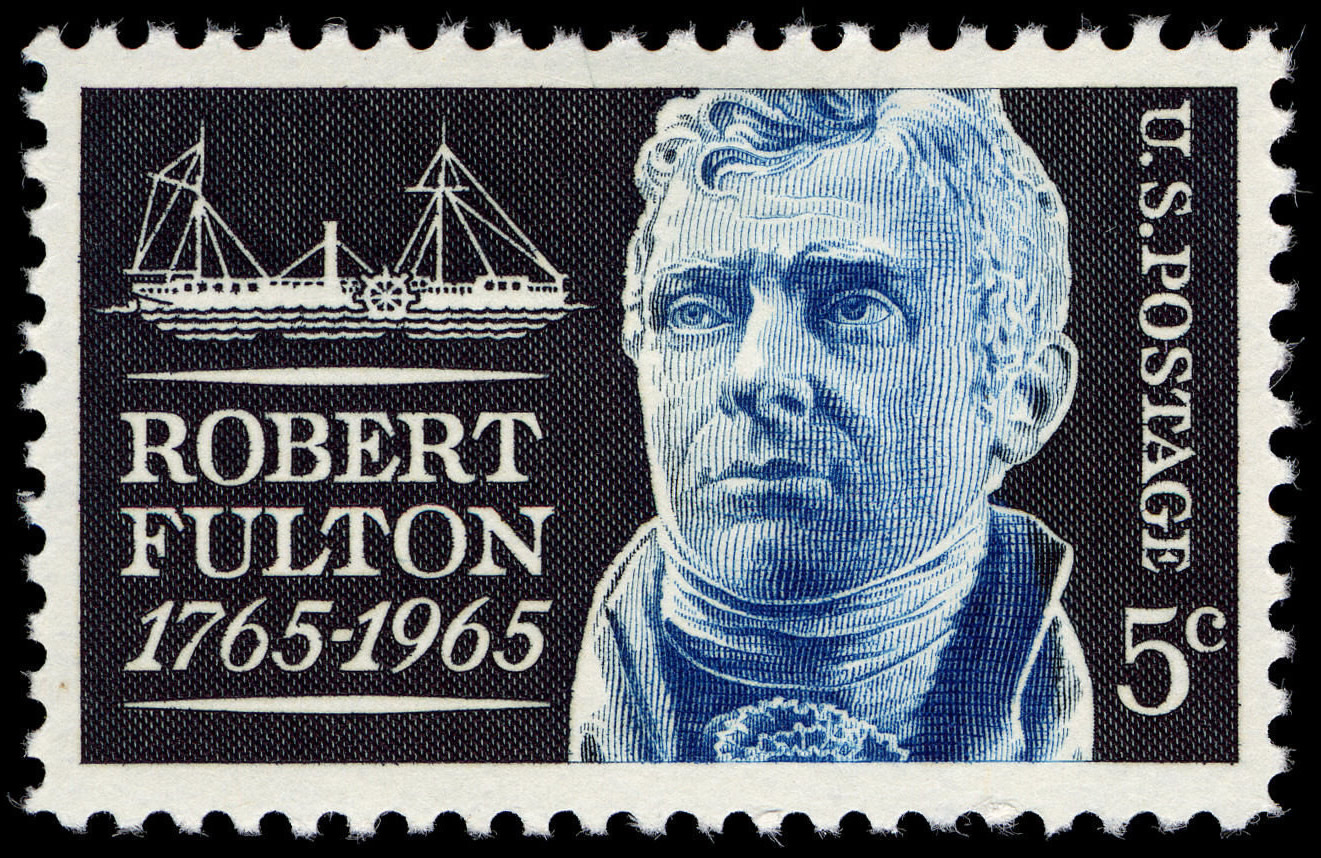
روبرت فلتون على طابع بريد يعود لعام 1965

- إليزابيث فريك (1998) موضوع صورة لفريك ليمنر.[57]
- ماري فريك (1998) موضوع صورة لفريك ليمنر.[57]
- جون فريمونت (1898) مستكشف وعضو مجلس الشيوخ الأمريكي.
- آرثر بيرديت فروست (2001) رسام توضيحي.[5]
- روبرت فروست (1974) شاعر.
- باكمنستر فولر (2004) مخترع.[10]
- روبرت فلتون (1909) مخترع السفينة البخارية.

## G
- إرنست جينز (2023) مؤلف.[58]

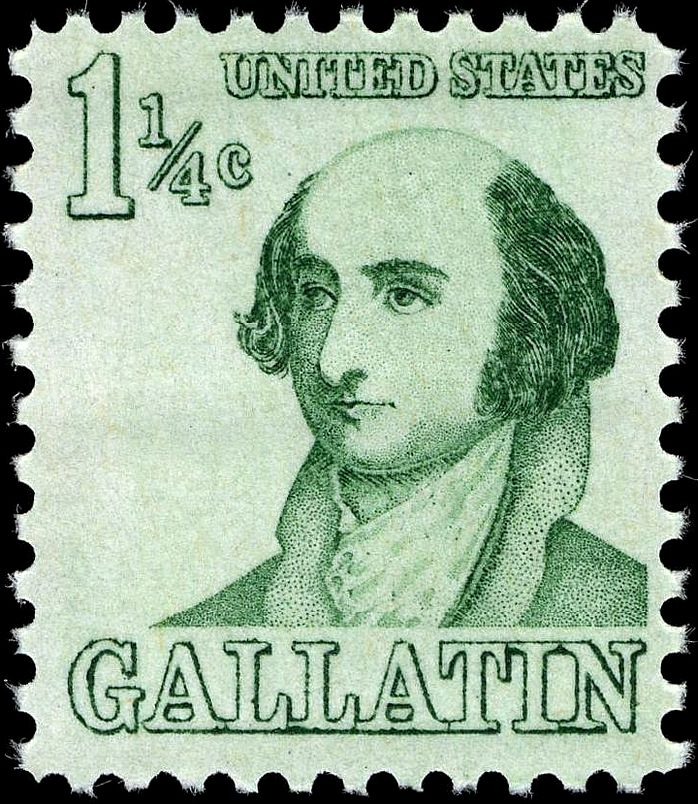
ألبرت غالاتين على طابع بريد يعود لعام 1967

- ألبرت غالاتين (1967) سياسي ودبلوماسي ولغوي.
- توماس جالوديت[الإنجليزية] (1983) معلم.[59]
- برناردو دي غالفيز (1980)، حاكم ولاية لويزيانا الإسباني.
- مهاتما غاندي (1961) وطني هندي.[32]
- غريتا غاربو (2005) ممثلة.[16]
- كارلوس غارديل (2011) مغني.[26]
- جيمس أ. جارفيلد (1882) الرئيس العشرون للولايات المتحدة.
- جوزيبي غاريبالدي (1960)، وطني إيطالي.[31][32]
- جودي جارلاند (1990) ممثلة.[29]
- توماس جاريت (2024) عامل في شركة السكك الحديدية السرية في ديلاوير.[45]

- لو جيريج (1989) لاعب كرة القاعدة.[33]

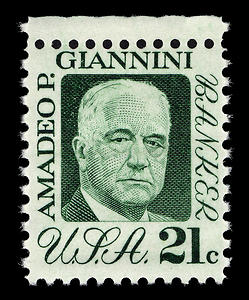
جيانيني اماديو على طابع بريد يعود لعام 1973

- ثيودور سوس جيزيل (1999) مؤلف ورسام.
- مارثا جيلهورن (2008) صحفية.[23]
- والتر ف. جورج (1960) سياسي أمريكي.
- جيرونيمو (1994) زعيم الأباتشي.
- إلبريدج جيري (1976) أحد الموقعين على إعلان الاستقلال.
- جورج جيرشوين (1973) ملحن وموسيقي.
- إيرا جيرشوين (1999) كاتب كلمات أغاني.
- أماديو ب. جيانيني (1973) مؤسس بنك أوف أميركا.
- جوزيه ويلارد جيبس (2005) عالم الديناميكا الحرارية.[16]
- جوش جيبسون (2000) لاعب كرة القاعدة.[33]

- ألثيا جيبسون (2013) لاعبة تنس.[37][60][61][62]

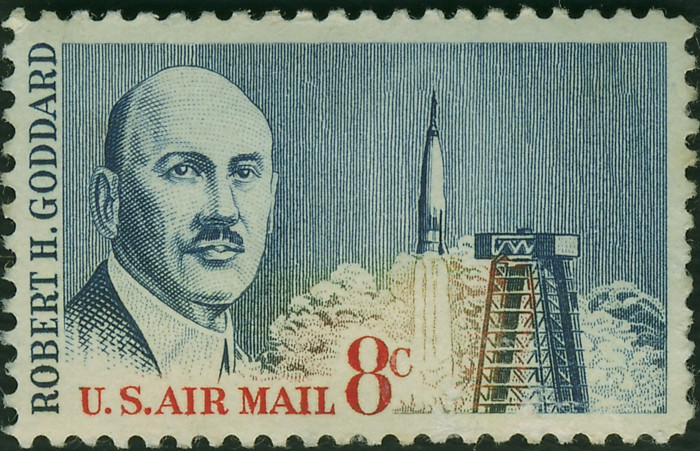
روبرت جودارد على طابع بريد يعود لعام 1964

- روث بادر جينسبيرج (2023) قاضية المحكمة العليا رقم 107.[63]
- جاكي جليسون (2009) ممثل كوميدي.[13]
- روبرت هـ. جودارد (1964) عالم صواريخ.
- ماريا جوبرت ماير (2011) فيزيائية.[30]
- صامويل جومبرز (1950) زعيم نقابي عمالي.

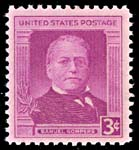
Samuel Gompers على طابع بريد يعود لعام 1950

- ألكسندر د. جود عسكري في جيش الولايات المتحدة (1948).[55]
- أرشيل جوركي (2010) فنان تعبيري تجريدي.[22][48][49]
- جان جوسارت (2002) رسام.[8][64]
- أدولف جوتليب (2010) فنان تعبيري تجريدي.[22][48][49]
- لويس مورو جوتشالك (1997) ملحن.[24]
- مارثا جراهام (2004) مصممة رقصات.[10]
- ريد جرينج (2003) لاعب كرة قدم.[7]
- كاري جرانت (2002) ممثل.[8]
- يوليسيس س. جرانت (1890) الرئيس الثامن عشر للولايات المتحدة.
- فرانسوا جوزيف بول جراس (1931) أميرال الحرب الثورية.

- آسا جراي (2011) عالم نبات.[30]
- هوراس جريلي (1961) ناشر صحيفة.

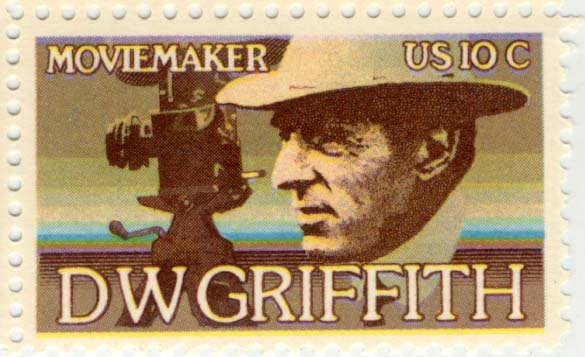
David Wark Griffith على طابع بريد يعود لعام 1975

- هانك جرينبيرج (2006) لاعب كرة القاعدة.[29]
- فيردي جروفيه[الإنجليزية] (1997) ملحن.[24]
- لاعب كرة القاعدة ليفتي جروف[الإنجليزية] (2000).[33]

## H
- فيليب حبيب (2006) دبلوماسي.[29]
- جورج هالاس[الإنجليزية] (1997) مدرب كرة قدم.[24]

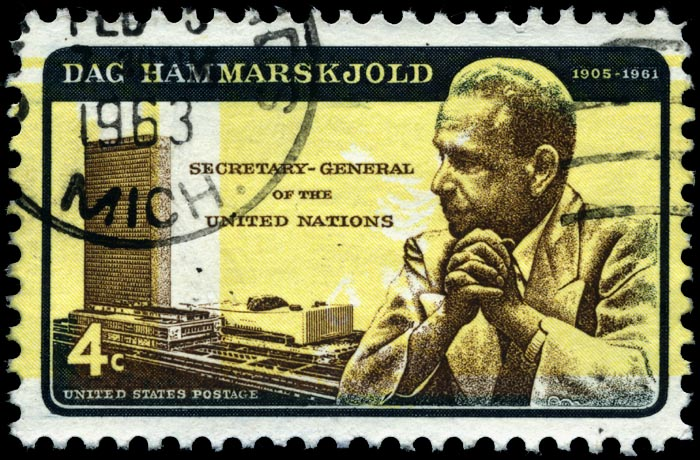
داغ همرشولد على طابع بريد يعود لعام 1962

- ناثان هيل (1925) جندي في الجيش القاري.
- فاني لو هامر (2009) زعيمة الحقوق المدنية.[13]

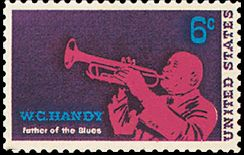
ويليام كريستوفر هاندي على طابع بريد يعود لعام 1969

- داغ همرشولد (1962) سياسي ودبلوماسي.
- ويليام كريستوفر هاندي (1969) موسيقي وملحن موسيقى البلوز.
- ييب هاربورغ[الإنجليزية] (2005) شاعر غنائي.[16]
- وارن جي هاردينج (1925) الرئيس التاسع والعشرون للولايات المتحدة.
- ويليام هارنيت (1969) رسام.
- باتريشيا روبرتس هاريس (2000) سفيرة وعضوة مجلس الوزراء الرئاسي.[33]
- بنيامين هاريسون (1902) الرئيس الثالث والعشرون للولايات المتحدة.

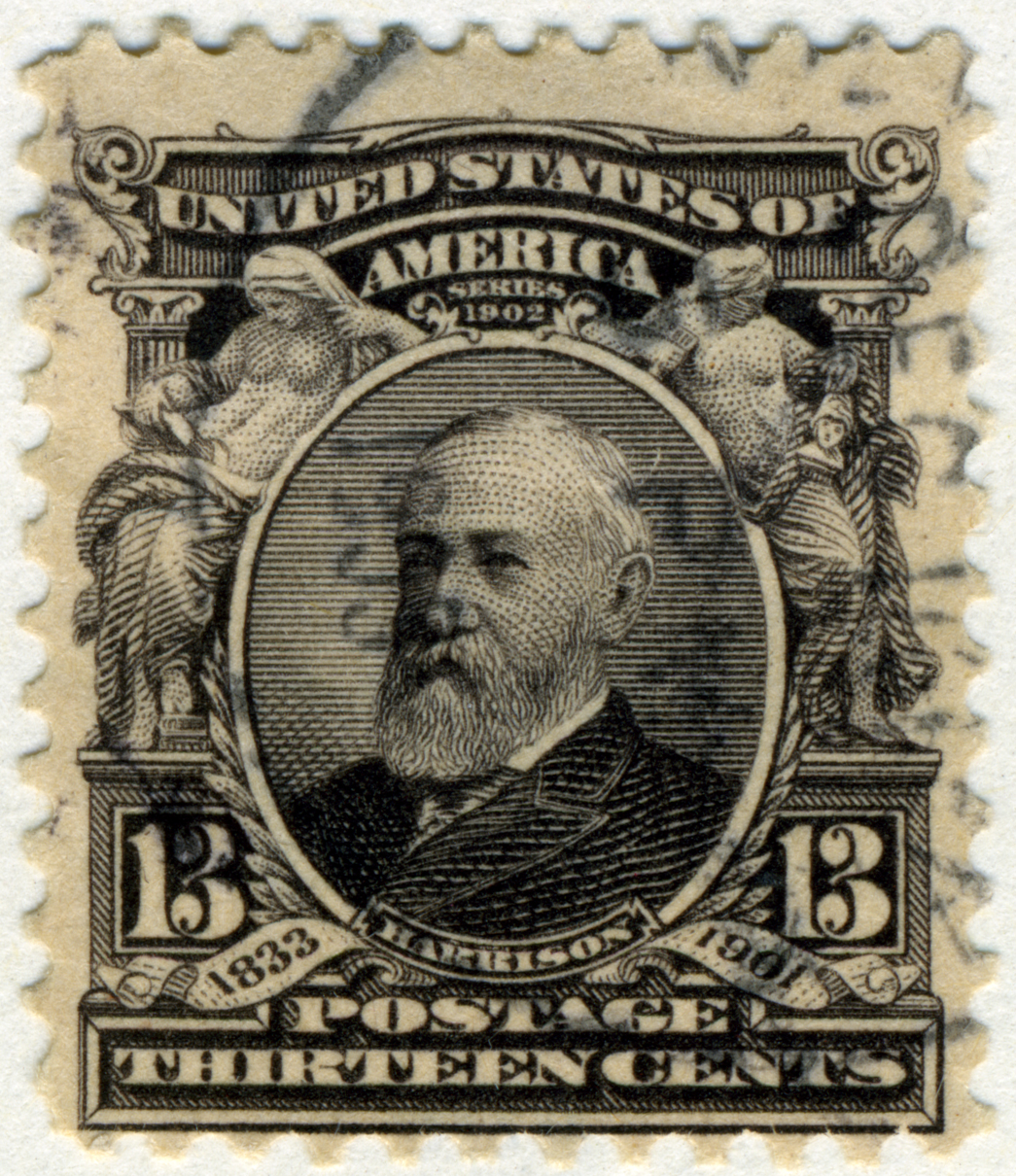
بنجامين هاريسون على طابع بريد يعود لعام 1902

- وليام هنري هاريسون (1938، 1950) الرئيس التاسع للولايات المتحدة.
- موس هارت (2004) كاتب مسرحي.[10]
- وليام س. هارت (2010) ممثل.[21][22]
- مارسدن هارتلي (2013) فنان حديث.[37][47]
- لورا هافيلاند (2024) مصلحة اجتماعية برزت في تاريخ شبكة السكك الحديدية تحت الأرض.[45]
- يوشيا جونسون هاوز (2002) مصور.[8]
- لويس هايدن (2024) سياسي وناشط ضد العبودية.[45]
- روبرت هايدن (2012) شاعر.[30]
- هيلين هايز (2011) ممثلة.[26][65]
- رذرفورد ب. هايز (1922) الرئيس 19 للولايات المتحدة.
- ماري لودفيج هايز[الإنجليزية] (1928) امرأة قاتلت في حرب الاستقلال الأمريكية.
- مارتن جونسون هيد (2004) رسام.[10]
- جون هيلد جونيور[الإنجليزية] (2001) مصور.[5]
- جيمي هندريكس (2014) موسيقي وعازف.[66]
- هنري (2012) مؤلف.[30][34][67]
- جيم هينسون (2005) مخرج ومنتج ومحرك دمى.[16]
- ماثيو هينسون (1986) مستكشف القطب الشمالي.[68]
- أودري هيبورن (2003) ممثلة.[7][26]
- كاثرين هيبورن (2010) ممثلة.[22]
- جون هيرسي (2008) صحفي.[23]
- تشارلتون هيستون (2014) ممثل.[69]
- جوزيف هيوز (1976) سياسي وأحد الموقعين على إعلان الاستقلال الأمريكي.
- مارغريت هيغينز (2002) صحفية.[8]
- لويس هاين (2002) مصور.[8][62]

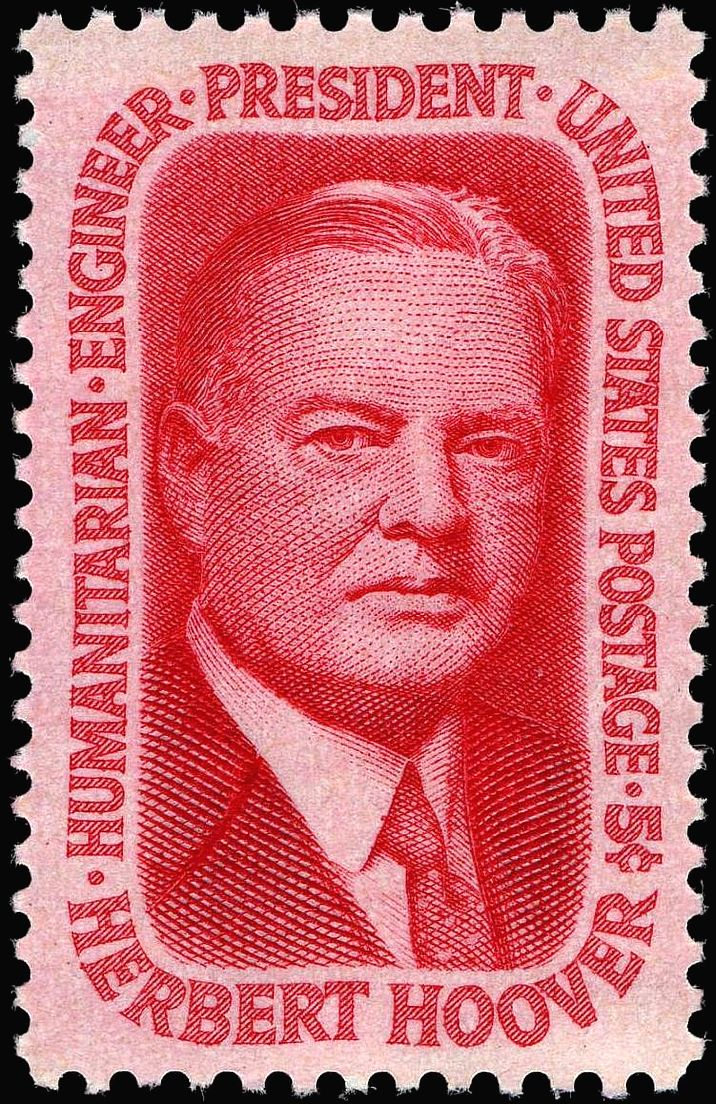
هربرت هوفر على طابع بريد يعود لعام 1965

- جريجوري هاينز (2019) راقص وممثل ومغني ومصمم رقصات.[70]
- جون إل. هاينز (2000) جنرال الحرب العالمية الأولى.[33]
- ألفريد هيتشكوك (1998) مخرج أفلام.[13][28]
- ضابطة في فيلق الجيش أوفيتا كولب هوبي[الإنجليزية] ومسؤولة حكومية أمريكية.[26][65]
- هانز هوفمان (2010) رسام تعبيري تجريدي.[22][48][49]
- أوليفر ويندل هولمز (1968) قاضي المحكمة العليا الأمريكية.
- وينسلو هومر (1962) رسام.[22]
- هربرت هوفر (1965) الرئيس الحادي والثلاثون للولايات المتحدة.[40]
- بوب هوب (2009) ممثل كوميدي.[13]
- مارك هوبكنز (1940) كاتب وأستاذ جامعي.
- إدوارد هوبر (1970) رسام.[26]
- روجرز هورنسبي (2000) لاعب كرة القاعدة.[33]

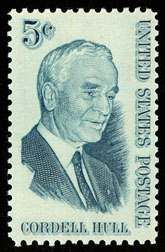
كورديل هل على طابع بريد يعود لعام 1964

- هاري هوديني (2002) ممثل ومخرج أفلام هنغاري وأستاذ في فن الوهم.[8][40]
- تشارلز هاميلتون هيوستن (2009) زعيم الحقوق المدنية.[13]
- سام هيوستن (1963) جندي ورجل دولة.
- إلياس هاو (1940) مخترع.
- إدوين هابل (2000) عالم فلك.[23][33]
- تشارلز إيفانز هيوز (1962) رئيس قضاة المحكمة العليا.
- لانغستون هيوز (2002) مؤلف.[8]
- كورديل هال (1963) سياسي أمريكي شغل منصب وزير الخارجية.
- هيوبرت همفري (1991) نائب الرئيس الثامن والثلاثون للولايات المتحدة.
- روبي هيرلي (2009) ناشطة وزعيمة الحقوق المدنية.[13]
- زورا نيل هيرستون (2003) مؤلفة وروائية.[7]
- جون هيوستن (2012) مخرج أفلام سينمائية.[30][36]

## I

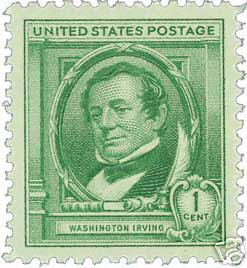
واشنطن إيرفينج على طابع بريد يعود لعام 1940

- واشنطن إيرفينج (1940) مؤلف.
- تشارلز إيفز (1997) ملحن.[24]

## J

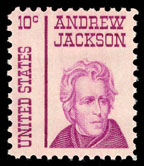
أندرو جاكسون على طابع بريد يعود لعام 1967

- أندرو جاكسون (1861) الرئيس السابع للولايات المتحدة.
- ماهاليا جاكسون (1998) مغنية أمريكية من أصول أفريقية.
- توماس "ستونوول" جاكسون (1937) جنرال في الجيش الكونفدرالي.
- هارييت جاكوبس (2024) كاتبة أمريكية من أصل أفريقي.[45]
- هنري جيمس (2016) كاتب.[14]
- توماس جيفرسون (1861، 1904، 1986) الرئيس الثالث للولايات الكتحدة.[9]
- يسوع (1966) الشخصية المركزيّة في المسيحيّة.

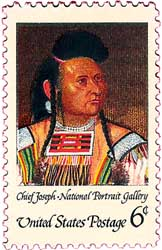
الزعيم جوزيف على طابع بريد يعود لعام 1968

- أندرو جونسون (1938) الرئيس السابع عشر للولايات المتحدة.
- جورج جونسون (2002) دراج.
- جون إتش جونسون (2012) رائد أعمال وناشر.[26][34][71]
- جوشوا جونسون (1998) رسام.
- ليدي بيرد جونسون (2012) السيدة الأولى للولايات المتحدة.[30][50][72]
- ليندون جونسون (1973) الرئيس السادس والثلاثون للولايات المتحدة.
- والتر جونسون (2000) لاعب كرة القاعدة.[33]
- وليام جونسون (2012) رسام.[30][34]
- جون بول جونز (1936) قائد بحري في حرب الثورة.[33]
- بوبي جونز (1981) محامي ولاعب جولف.[28]
- باربرا جوردان (2011) سياسية وعضوة الكونجرس.[26][65]
- لويس جوردان (2008) موسيقي ومغني.[23]
- الزعيم جوزيف[الإنجليزية] (1968) محارب.
- بيرسي لافون جوليان (1993) كيميائي.

## K

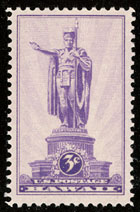
كاميهاميها الأول على طابع بريد يعود لعام 1937

- دوق كاهاناموكو (2002) راكب أمواج وسباح.[8]
- فريدا كاهلو (2001) رسامة.[5]
- كاميهاميها الأول ملك هاواي (1937) ملك هاواي.
- بوريس كارلوف (1997) ممثل.[24]
- جيرترود كاسيبير[الإنجليزية] (2002) مصورة فوتوغرافية.[8]
- ستيفن واتس كيرني (1946) ضابط في الحرب المكسيكية الأمريكية.
- جون ف. كينيدي (1964) الرئيس الخامس والثلاثون للولايات المتحدة.
- روكويل كينت (2001) رسام توضيحي.[5]
- أندريه كيرتيش (2002) مصور فوتوغرافي مجري.[8]
- مارتن لوثر كينغ جونيور (1979) مدافع عن الحقوق المدنية.[3]
- لايوس كوسوث (1958) محامي وصحفي وسياسي مجري ورئيس وزراء المجر الوصي في سنة 1849.[32]

## L

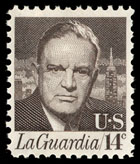
فيوريلو لا غوارديا على طابع بريد يعود لعام 1972

- ماركيز دي لافاييت (1952) جنرال في الحرب الثورية.
- فيوريلو لاغوارديا (1972) سياسي.
- ويليام لامبرت (2024) لاعب كريكت بريطاني.[45]
- سيدني لانيير (1972) شاعر ومؤلف.

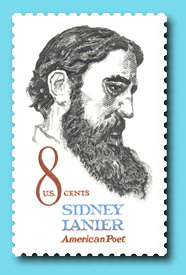
سيدني لانيير على طابع بريد يعود لعام 1972

- دوروثيا لانج (2002) مصورة فوتوغرافية.[8]
- ماري لاسكر (2009) فاعلة خير.[13][26]
- هودي ليدبيتر[الإنجليزية] (1998) مغني بلوز وموسيقي وكاتب أغاني.
- جيسون لي (1948) مبشر من إقليم أوريجون.

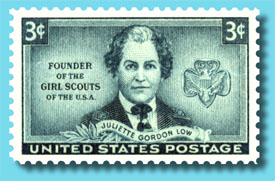
جولييت جوردون لوو على طابع بريد يعود لعام 1948

- ريتشارد هنري لي (1976) أحد الموقعين على إعلان الاستقلال.
- روبرت إي لي (1955) الجنرال الكونفدرالي.
- ليليان ليتزل[الإنجليزية] (2014) لاعبة جمباز.[44]
- جون أ. ليجون[الإنجليزية] (2005) قائد مشاة البحرية.[16]
- دينيس ليفرتوف[الإنجليزية] (2012) شاعرة.[30]
- إدمونيا لويس (2022) نحاتة أمريكية 1844-1907.[73]
- إيدنا لويس (2014) طاهية ومؤلفة كتب طبخ.[25]
- جون لويس (2023) زعيم الحقوق المدنية.[74]

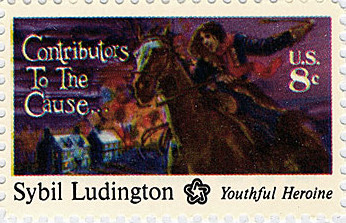
سيبيل لودينجتون على طابع بريد يعود لعام 1975

- ميريويذر لويس (1954) مستكشف.[10]
- جوزيف كريستيان ليينديكر[الإنجليزية] (2001) رسام توضيحي.[5]
- خوسيه ليمون[الإنجليزية] (2012) راقص ومصمم رقصات.[30]
- أبراهام لينكولن (1866، 1954) الرئيس السادس عشر للولايات المتحدة.[13][40][51]
- تاد لينكولن (1984) ابن أبراهام لينكولن.
- تشارلز ليندبيرغ (1927) طيار.[28]
- هارولد لويد (1994) نجم السينما الصامتة.
- ريموند لووي (2011) مصمم صناعي.[26]
- جيرمين لوجين[الإنجليزية] (2024) كاتب سيرة ذاتية ومناهض للعبودية.[45]
- فينس لومباردي (1997) مدرب كرة قدم.[24][40]
- جاك لندن (1986) مؤلف.
- كروفورد دبليو لونج (1940) طبيب.[75]
- هيلاري لونج (2014) ممثلة سيرك.[44]
- هنري وادزورث لونجفيلو (1940) شاعر.[52]
- جولييت جوردون لو (1948) مؤسسة جمعية الكشافة للفتيات في الولايات المتحدة الأمريكية.
- هنري ر. لوس (1998) محرر وناشر.[28]
- سيبيل لودينجتون[الإنجليزية] (1975) امرأة من التراث الأمريكي.
- بيلا لوغوسي (1997) ممثل.[24]
- برناردينو لويني[الإنجليزية] (2007) رسام.[52]
- ألفريد لونت[الإنجليزية] (1999) ممثل.[3][40]

## M
- كلارا ماس[الإنجليزية] (1976) ممرضة.

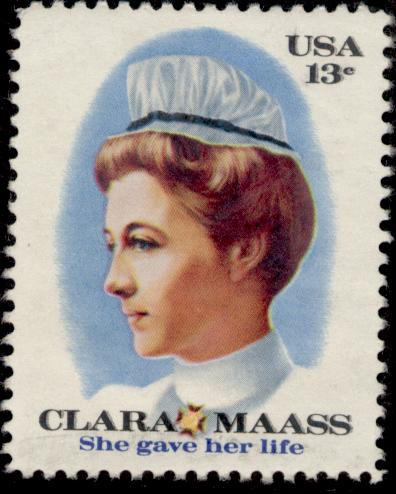
Clara Maass على طابع بريد يعود لعام 1976

- جيمس ماديسون (1894، 1938، 2001) الرئيس الرابع للولايات المتحدة.[5][40]
- رامون ماجسايساي (1957) رئيس الفلبين.[31][32]
- هنري مانشيني (2004) ملحن.[10]

- كارل مانرهايم (1960) رئيس فنلندا.[31][32]

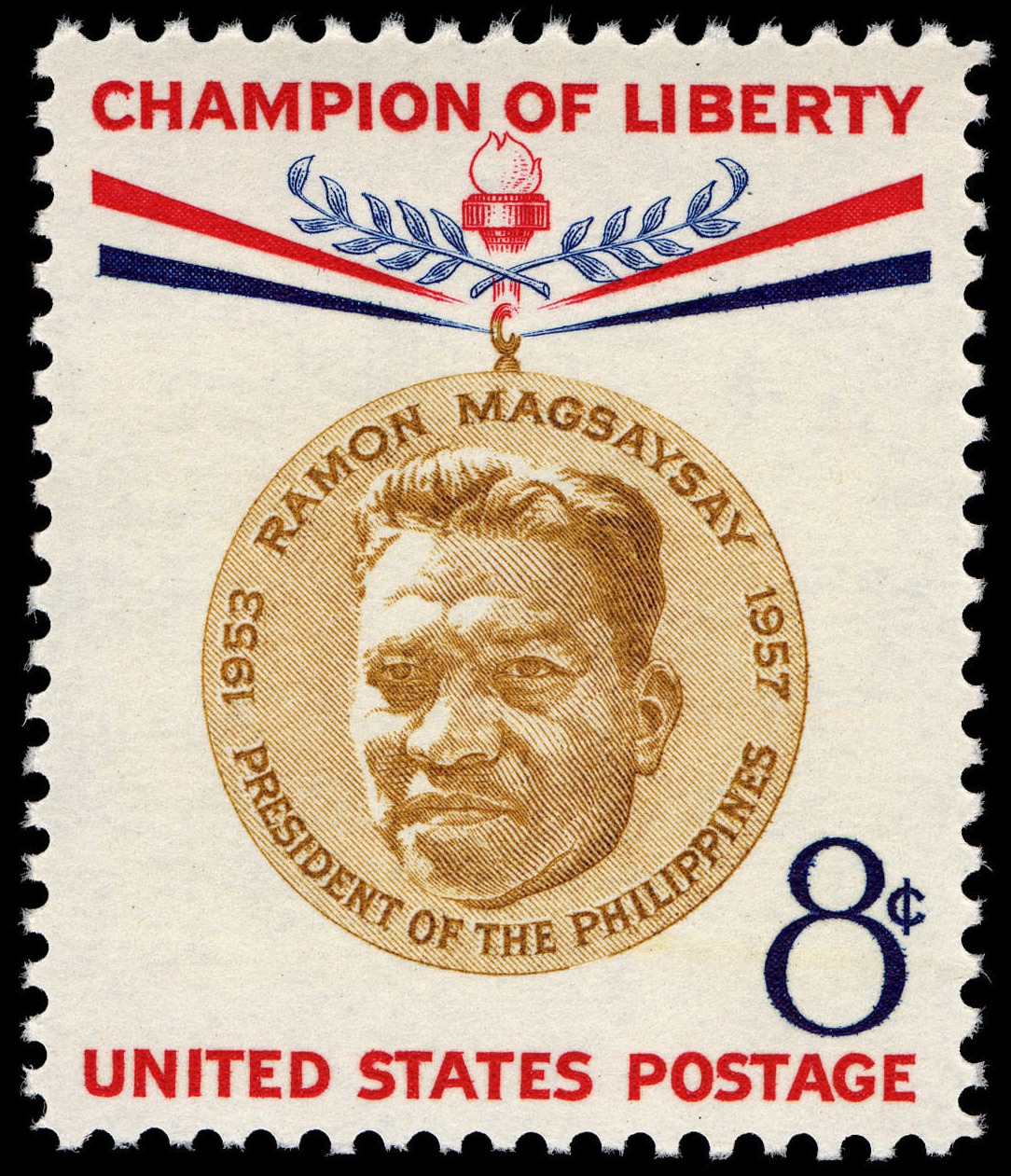
Ramon Magsaysay, على طابع بريد يعود لعام 1957

- ميكي مانتل (2006) لاعب كرة القاعدة.[29]
- روكي مارسيانو (1999) ملاكم.[3]
- جون مارين (2013) رسام.[37][47]
- روجر ماريس[الإنجليزية] (1999) لاعب كرة القاعدة.[3]
- جاك ماركيت (1898، 1968) مستكشف.[40]
- جورج كاتليت مارشال (1965) وزير الخارجية، جنرال في الجيش.

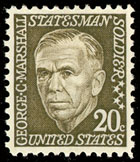
George Catlett Marshall على طابع بريد يعود لعام 1967

- ثورغود مارشال (2003) قاضي المحكمة العليا.[7]
- روبرتا مارتن (1998) مغنية وموسيقية وكاتبة أغاني.

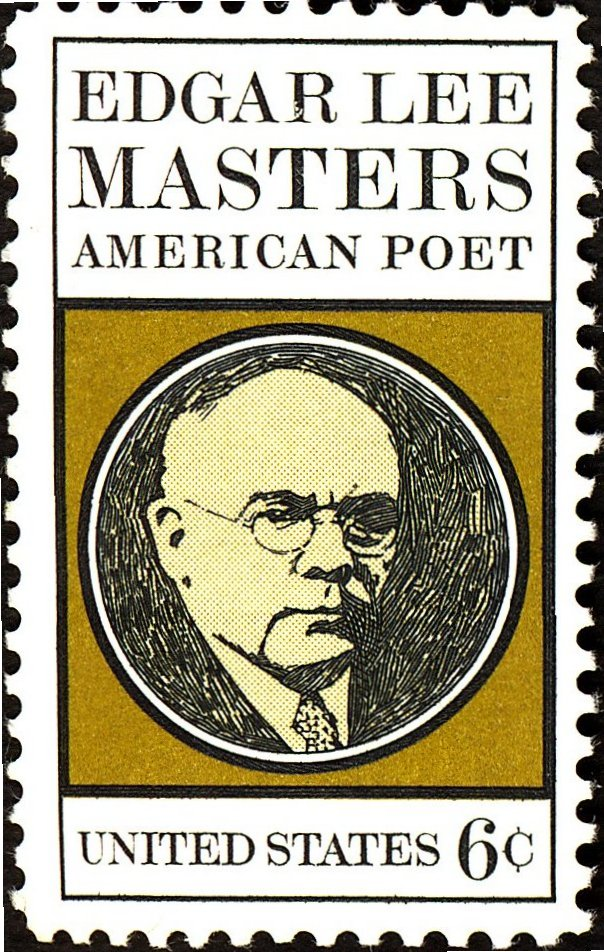
إدجار لي ماسترز على طابع بريد يعود لعام 1970

- مريم العذراء (1966) شخصية مميزة ورد ذكرها في العهد الجديد والقرآن.
- جروتشو ماركس (2009) ممثل كوميدي.[13]
- توماس ماساريك (1960) رئيس تشيكوسلوفاكيا.[31][32]
- إدغار لي ماسترز (1970) شاعر.
- كريستي ماثيوسون[الإنجليزية] (2000) لاعب كرة القاعدة.[33]
- بيل مولدين[الإنجليزية] (2010) رسام كاريكاتير.[22][48]

- إفرايم ماكدويل (1959) جراح.

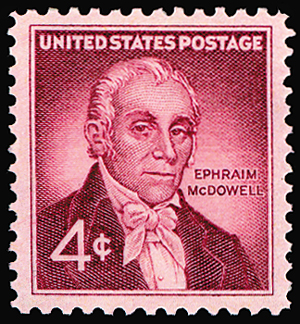
إفرايم ماكدويل على طابع بريد يعود لعام 1959

- باربرا ماكلينتوك (2005) عالمة وراثة.[16]
- جون ماكلوي[الإنجليزية] (2010) بحار في البحرية.[22]
- جون ماكورماك (1984) ملاكم.
- سايروس هول ماكورميك (1940) مخترع آلة الحصاد الميكانيكية.
- هاتي ماكدانييل (2006) ممثلة.[29]
- وليام ماكينلي الرئيس الخامس والعشرون للولايات المتحدة.

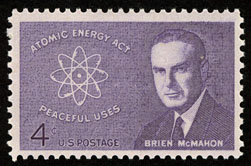
براين مكمان على طابع بريد يعود لعام 1962

- برين مكماهون (1962) محامي وسياسي وقاضي.
- نيسا مكمين (2001) مصور.[5]
- كلايد ماكفاتر[الإنجليزية] (1993) مغني وموسيقي.
- دان ماكويليامز رجل إطفاء.
- مارغريت ميد (1998) عالمة الأنثروبولوجيا.[28]
- جورج ميني (1994) زعيم نقابة العمال
- هيرمان ميلفيل (1984) مؤلف وروائي.
- ليديا ميندوزا (2013) عازفة جيتار ومغنية.[37][39][76][77]
- موينا مايكل[الإنجليزية] (1948) أستاذة جامعية.
- أوسكار ميشو (2010) كاتب ومخرج أمريكي.[22]
- جيمس ميشنر (2008) كاتب وروائي وقاص أمريكي.[23]
- آرثر ميدلتون (1976) سياسي وأحد الموقعين على إعلان الاستقلال الأمريكي.
- هارفي ميلك (2014) سياسي.[78]
- إدنا سانت فنسنت ميلاي (1981) وكاتبة وكاتبة مسرحية وشاعرة.
- دون ميلر (1998) لاعب كرة قدم.
- دوريس ميلر (2010) طباخ وعسكري أمريكي.[22]
- كارمن ميراندا (2011) مغنية.[26]
- بيلي ميتشل (1999) طيار وقائد القوات الجوية العامة.[3][40]
- جوان ميتشل (2010) رسامة وفنانة أمريكية.[22][48][49]
- مارغريت ميتشل (1986) كاتبة روائية أمريكية.
- توم ميكس[الإنجليزية] (2010) ممثل.[21][22]
- لورينزو موناكو (2004) رسام.[10]
- جيمس مونرو (1904) الرئيس الخامس للولايات المتحدة.
- مارلين مونرو (1995) ممثل.
- جون باسيت مور (1965) قاض ومساعد وزير الخارجية.
- كلايتون مور (2009) ممثل.[13]
- جوستين س. موريل[الإنجليزية] (1999) عضو مجلس الشيوخ.[3]
- لويس موريس (1976) أحد الموقعين على إعلان الاستقلال الأمريكي.
- روبرت موريس (ممول) (1952) أحد الموقعين على إعلان الاستقلال الأمريكي.
- توني موريسون (2023) روائية أمريكية-إفريقية.[79]
- صموئيل إف بي مورس (1940) مخترع التلغراف.

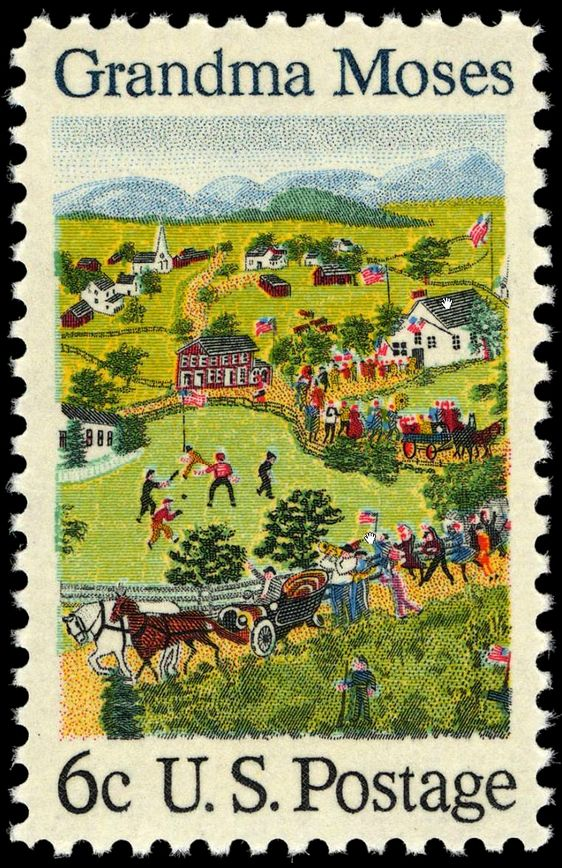
جدة موسى على طابع بريد يعود لعام 1969

- جيلي رول مورتون (اسمه الأصلي فرديناند جيه لا مينثي) (1995) عازف موسيقى الجاز وملحن.
- جوليوس ستيرلنج مورتون (1932) عالم نبات وسياسي أمريكي.
- آنا ماري روبرتسون موسى (1969) رسامة.
- روبرت مذرويل[الإنجليزية] (2010) فنان تعبيري تجريدي.[22][48][49]
- كونستانس بيكر موتلي (2024) قانونية وسياسية أمريكية.[80]
- لوكريشيا موت (1948) مدافعة عن الحقوق المدنية.[40]
- جون موير (1964) عالم طبيعة متخصص في الحفاظ على البيئة.[28][40]
- بيتر مولر مونك (2011) مصمم صناعي.[26]
- لويس مونيوز مارين (1980) أول حاكم منتخب ديمقراطيا لبورتوريكو.
- أودي إل. مورفي (2000) جندي في الحرب العالمية الثانية وممثل.[3][33]
- جيرالد مورفي[الإنجليزية] (2013) فنان حديث.[37][47]
- روبرت دانييل مورفي (2006) دبلوماسي.[29]

## N
- برونكو ناجورسكي[الإنجليزية] (2003) لاعب كرة قدم.[7]

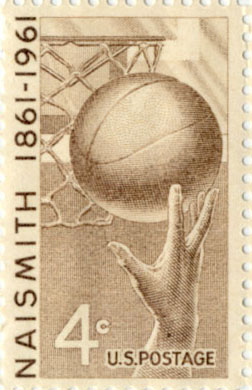
جيمس نايسميث على طابع بريد يعود لعام 1961

- جيمس نايسميث (1961) مخترع كرة السلة.
- أوجدن ناش (2002) شاعر.[8]
- هارييت نيلسون (2009) ممثلة.[13]
- أوزي نيلسون (2009) ممثل.[13]
- توماس نيلسون الابن (1976) أحد الموقعين على إعلان الاستقلال الأمريكي.
- لويز نيفيلسون (2000) نحاتة.[33]
- إيرني نيفيرز[الإنجليزية] (2003) لاعب كرة قدم.[7]

- إثيلبرت نيفين[الإنجليزية] (1940) ملحن.
- ألفريد نيومان (1999) ملحن.

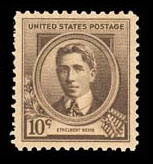
إثيلبرت نيفين على طابع بريد يعود لعام 1940

- بارنيت نيومان (2010) فنان تعبيري تجريدي.[22][48][49]
- بول نيومان (2015) ممثل.[81]
- ريتشارد نيكسون (1995) الرئيس السابع والثلاثون للولايات المتحدة.
- إيسامو نوغوتشي (2004) نحات.[10]
- إليوت نويس (2011) مصمم صناعي.[26]

## O

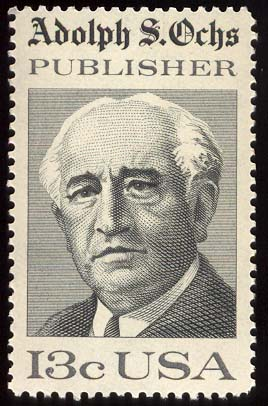
أدولف س. أوكس على طابع بريد يعود لعام 1976

- أدولف س. أوكس[الإنجليزية] (1976) ناشر صحيفة نيويورك تايمز.
- سيفيرو أوتشوا (2011) عالم كيمياء حيوية.[26]
- فلانري أوكونور (2015) كاتبة.[81]
- ويليام بتلر أوجدن (1944) قطب السكك الحديدية وأول عمدة لمدينة شيكاغو.[82]
- جيمس إدوارد أوغلثورب (1933) مؤسس جورجيا.

- جورجيا أوكيف (1996، 2013) رسامة.[37][40][47]

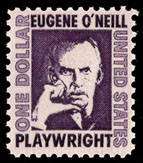
يوجين أورماندي على طابع بريد يعود لعام 1967

- فريدريك لو أولمستيد (1999) مهندس المناظر الطبيعية.[3]
- يوجين أونيل (1973) كاتب مسرحي.
- روز أونيل (2001) رسامة توضيحية.[5]
- يوجين أورماندي[الإنجليزية] (1997) قائد فرقة موسيقية.[24]
- تيموثي أوسوليفان (2002) مصور فوتوغرافي.[8]
- ميل أوت (2006) لاعب كرة القاعدة.[29]
- ماري وايت أوفينجتون (2009) زعيمة الحقوق المدنية.[13]
- جيسي أوينز (1990) رياضي في ألعاب القوى.[28]

## P
- إغناسي جان باديريفسكي (1960) رئيس الوزراء البولندي.[31][32]
- ساتشيل بايج (2000) لاعب كرة القاعدة.[33]

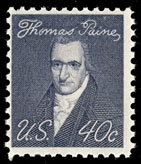
توماس بين على طابع بريد يعود لعام 1969

- توماس باين (1965) ثوري وناشط ومنظّر سياسي ومفكر أمريكي.
- جورج بابانيكولاو (1978) عالم من رواد علم الباثولوجيا الخلوية.
- أل باركر (2001) رسام توضيحي.[5]
- تشارلي باركر (1995) عازف موسيقى الجاز وملحن.
- روزا باركس (2013) ناشطة في مجال الحقوق المدنية.[37]
- ماكسفيلد باريش (2001) رسام توضيحي.[5]

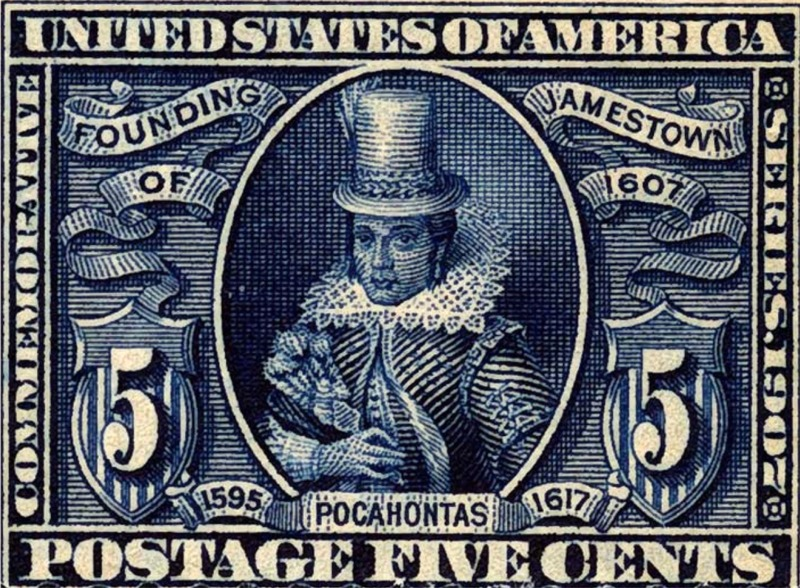
بوكاهانتس على طابع بريد يعود لعام 1907

- ألدين بارتريدج[الإنجليزية] (1985) ضابط ومعلم وأحد المشرفين الأوائل على الأكاديمية العسكرية للولايات المتحدة.
- جورج س. باتون الابن (1953) جنرال في جيش الحرب العالمية الثانية.
- أليس بول (1995) مناصرة لحقوق المرأة والنسوية.
- لينوس بولينج (2008) كيميائي.[23]
- إثيل إل. باين (2002) صحفية.[8]
- روبرت إدوين بيري (1959) مستكشف القطب الشمالي.
- جريجوري بيك، (2011) ممثل.[26][65]
- كلود بيبر (2000) عضو مجلس الشيوخ.[33]

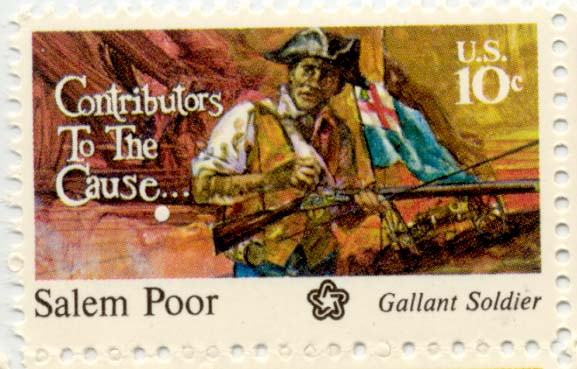
سالم بور على طابع بريد يعود لعام 1975

- فرانسيس بيركنز (1980) عالمة اجتماع أمريكية ومناصرة لحقوق العمال، وقد عملت وزيرة العمل الأمريكية من عام 1933 إلى عام 1945.
- ماثيو بيري (1953) عميد بحري.
- الجنرال جون بيرشينج (1961) جنرال في القوات الأمريكية خلال الحرب العالمية الأولى.[83]
- كولز فيليبس (2001) رسام توضيحي.[5]
- إديث بياف (2012) مغنية.[30][34]
- فرانكلين بيرس (1938) الرئيس الرابع عشر للولايات المتحدة.
- سيلفيا بلاث (2012) شاعرة وروائية وكاتبة قصة قصيرة أميركية.[30]
- بوكاهونتاس (1907) فتاة أمريكية أصلية كانت ابنة لزعيم قبيلة من الهنود الحمر.
- إدغار آلان بو (1949) شاعر وكاتب قصص قصيرة.[13][30]

- جورج بولك (2008) صحفي.[23]

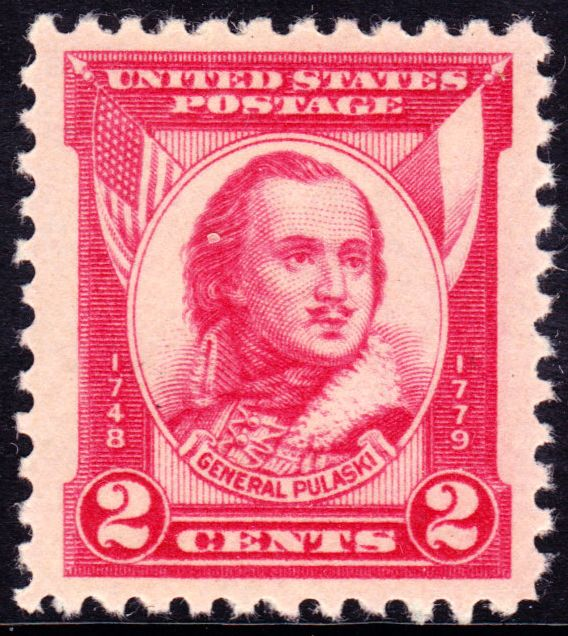
كازيمير بولاسكي على طابع بريد يعود لعام 1931

- جيمس ك. بولك (1938) الرئيس الحادي عشر للولايات المتحدة.[40]
- جاكسون بولوك (1999) رسام.[22][48][49]
- ليلي بونس (1997) مغنية أوبرا ومغنية وممثلة أمريكية وفرنسية.[24]
- روزا بونسيل (1997) موسيقية ومغنية أوبرا.[24]

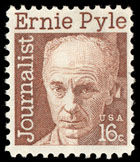
إيرني بايل على طابع بريد يعود لعام 1971

- سالم بور[الإنجليزية] (1975) جندي في حرب الثورة.
- ديفيد د. بورتر (1937) ضابط بحري في الحرب الأهلية.
- كاثرين آن بورتر (2006) صحفية أمريكية وكاتبة مقالات وكاتبة قصة قصيرة وروائية وناشطة سياسية.[29]
- إميلي بوست (1998) كاتبة أمريكية.[28]
- ألبرت بريجين[الإنجليزية] (2008) ممثل.[23]
- إلفيس بريسلي (1993، 2015) مغني وموسيقي وكاتب أغاني.[84]
- تيتو بوينتي[الإنجليزية] (2011) عازف وموسيقي وملحن.[26]
- كازيميرز بولاسكي (1931) جندي في الحرب الثورية.
- لويس تشيستي بولر[الإنجليزية] (2005) جنرال في مشاة البحرية.[16]
- روفوس بوتنام (1937) قاضي وضابط أمريكي.[40]
- إرنست تايلور بايل (1971) صحفي.
- هوارد بايل (1964) رسام توضيحي.

## Q
هارييت كويمبي (1991) كاتبة ورائدة في مجال الطيران.

## R
- أين راند (1999) كاتبة وفيلسوفة أمريكية من أصل روسي.[3]
- آسا فيليب راندولف (1989) مدافع عن حقوق العمال والحقوق المدنية.

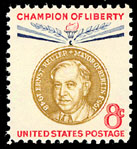
إرنست رويتر على طابع بريد يعود لعام 1958

- رافائيل (1973) رسام ومهندس معماري إيطالي.[26]
- مارغوري كينان رولينجز (2008) مؤلفة وكاتبة أمريكية.[23]
- مان راي (2002، 2013) فنان ومصور.[8][37][47]
- سام رايبورن[الإنجليزية] (1962) سياسي.
- جورج ريد (1976)، محامي وموقع على إعلان الاستقلال.
- رونالد ريجان (2005، 2011) الرئيس الأربعون للولايات المتحدة.[16][26][37][29][50][65][85]
- والتر ريد (1940) طبيب عسكري.[75]

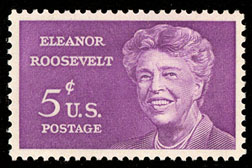
إليانور روزفلت على طابع بريد يعود لعام 1963

- فريدريك ريمينجتون (1940) نحات ورسام وكاتب.[5]
- جيمس رنيويك جونيور[الإنجليزية] (1980) مهندس معماري.
- إرنست رويتر (1959) عمدة برلين.[31][32]

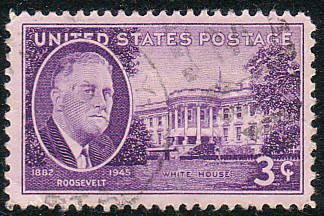
Franklin D. Roosevelt على طابع بريد يعود لعام 1945

- بول ريفير (1958) صائغ فضة ونقاش أمريكي.
- فريدريك هورتن ريد[الإنجليزية] (2011) مصمم صناعي.[26]
- جلبرت رود (2011) مصمم صناعي.[26]
- بول روبسون (2004) ممثل ومغني ومدافع عن الحقوق المدنية.[10]

- إدوارد ج. روبنسون (2000) ممثل.[33]

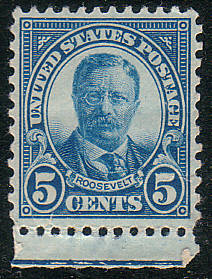
ثيودور روزفلت على طابع بريد يعود لعام 1922

- جاكي روبنسون (1982) لاعب كرة القاعدة.[3][33]
- شوجر راي روبنسون (2006) ملاكم محترف.[29]
- نورمان روكويل (1972) رسام.[5]
- جيمي رودجرز (1978) مغني وموسيقي وكاتب أغاني ريفي.
- ثيودور روثكي (2012) شاعر.[30]
- فريد روجرز (2018) شخصية تلفزيونية ومنتج.[86]
- روي روجرز (2010) مغني وممثل.[21][22]
- فيليبي روخاس لومباردي[الإنجليزية] (2014) طاهي ومؤلف كتب طبخ.[25]
- إليانور روزفلت (1963) السيدة الأولى.[28]
- فرانكلين ديلانو روزفلت (1945) الرئيس الثاني والثلاثون للولايات المتحدة.[28][50]
- ثيودور روزفلت (1922، 1938) الرئيس السادس والعشرون للولايات المتحدة.[28][40]
- مارك روثكو (1998) رسام.[22][48][49]
- أندرو جيه راسل (1944) مصور فوتوغرافي.[87]
- جورج هيرمان "بيبي" روث (1983) لاعب كرة القاعدة.[28][33]

## S
- ألبرت سابين (2006) عالم الفيروسات.[29]

- روبين سالازار (2008) صحفي.[23]
- جوناس سالك (2006) عالم طبي.[29]

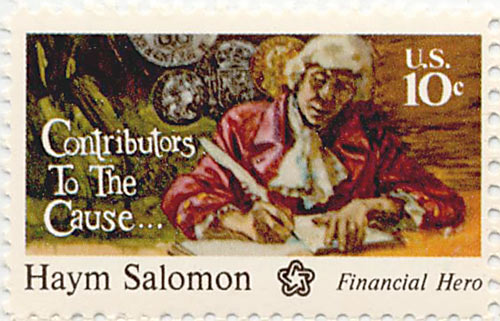
هايم سالومون على طابع بريد يعود لعام 1975

- هايم سالومون[الإنجليزية] (1975) ممول الحرب الثورية.
- ويليام ت. سامبسون (1937) أميرال بحري.
- خوسيه دي سان مارتن (1959) محرر أمريكا الجنوبية.[31][32]
- ساسوفيراتو (2009) رسام.[13]
- أرتورو ألفونسو شومبورج (2020) مؤرخ وكاتب.[88]

- كارل شورتز (1983) صحفي.[40]
- سيلينا (2011) مغنية.[26]

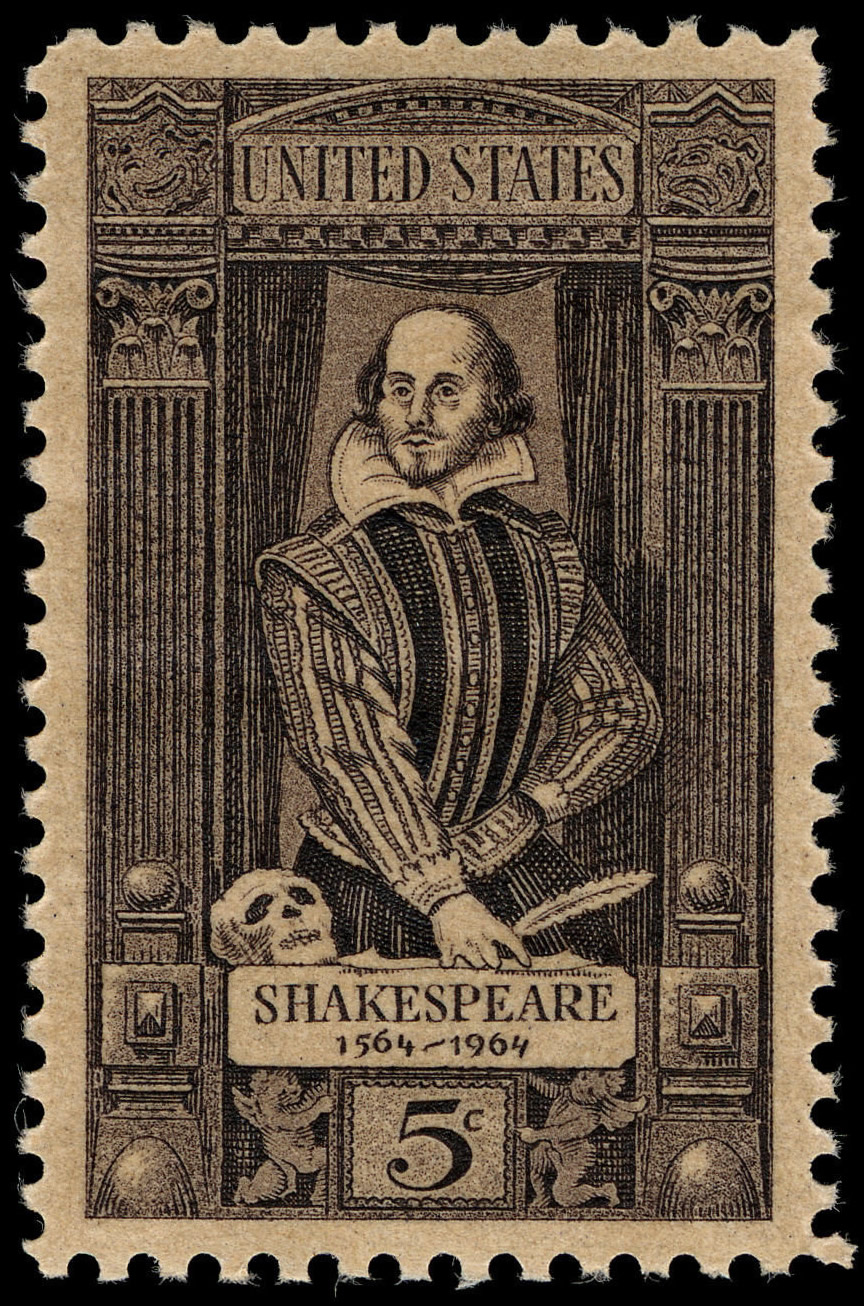
وليم شكسبير على طابع بريد يعود لعام 1938

- ديفيد أوه سيلزنيك (2003) منتج أفلام سينمائية.
- رود سيرلينج (2009) كاتب.[13]

- إريك سيفاريد (2008) صحفي.[23]
- وليم شكسبير (1964) كاتب مسرحيات.
- تشارلز شيلر[الإنجليزية] (1998, 2013) رسام.[37][47]
- ألان شيبارد (2011) رائد فضاء.[26][65]

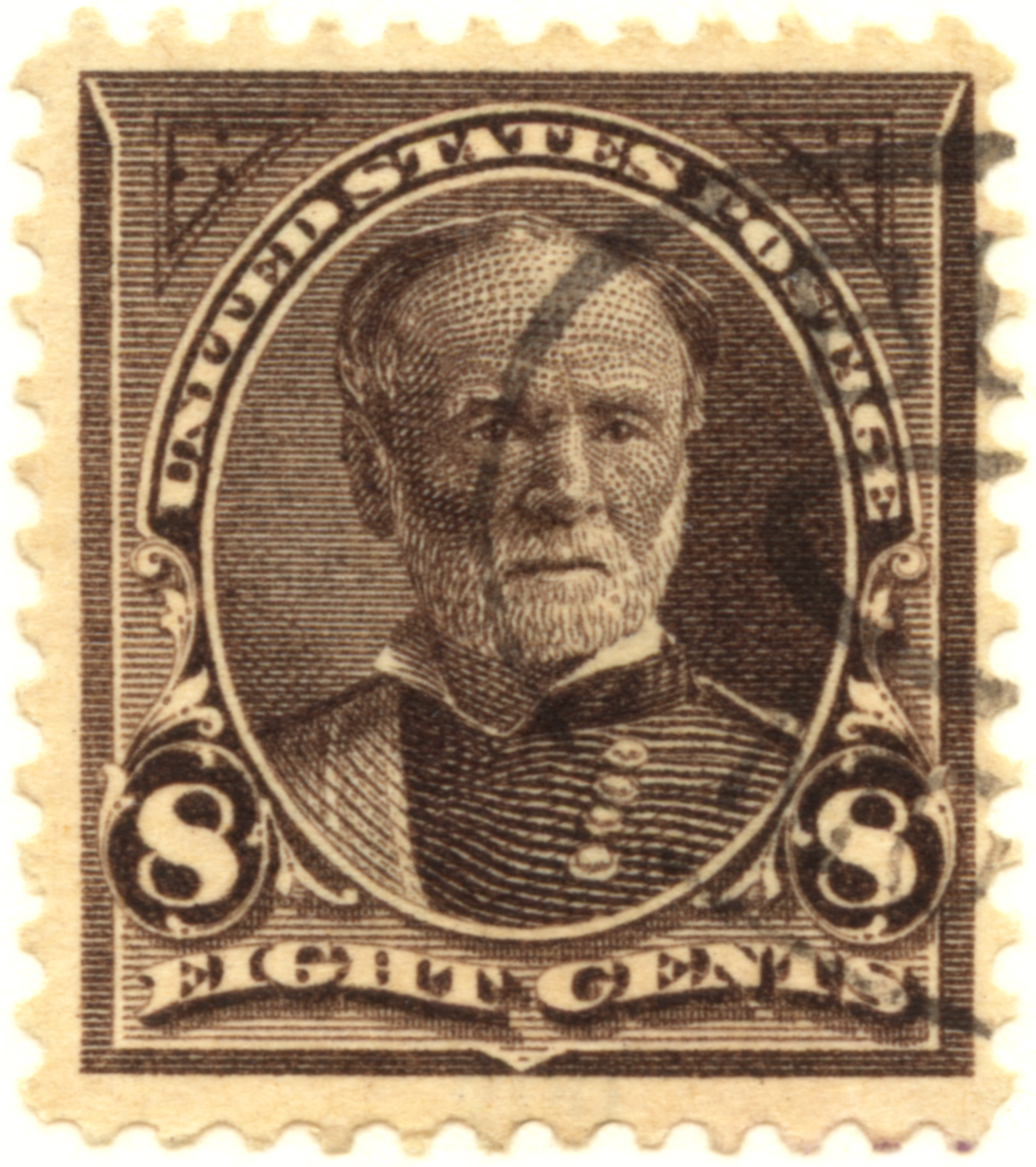
ويليام شيرمان على طابع بريد يعود لعام 1893

- فيليب هنري شيريدان (1937) سياسي وجنرال في الحرب الأهلية.
- روجر شيرمان (1976) أحد الموقعين على إعلان الاستقلال.
- ويليام تيكومسيه شيرمان (1893) جنرال في الحرب الأهلية.
- داينا شور (2009) مغنية.[13]
- إيغور سيكورسكي (1988) مهندس طائرات.
- فيل سيلفرز (2009) ممثل كوميدي.[13]

- ويليام سيمز (2010) ضابط أمريكي.[22]
- فرانك سيناترا (2008) مغني وممثل.[23]

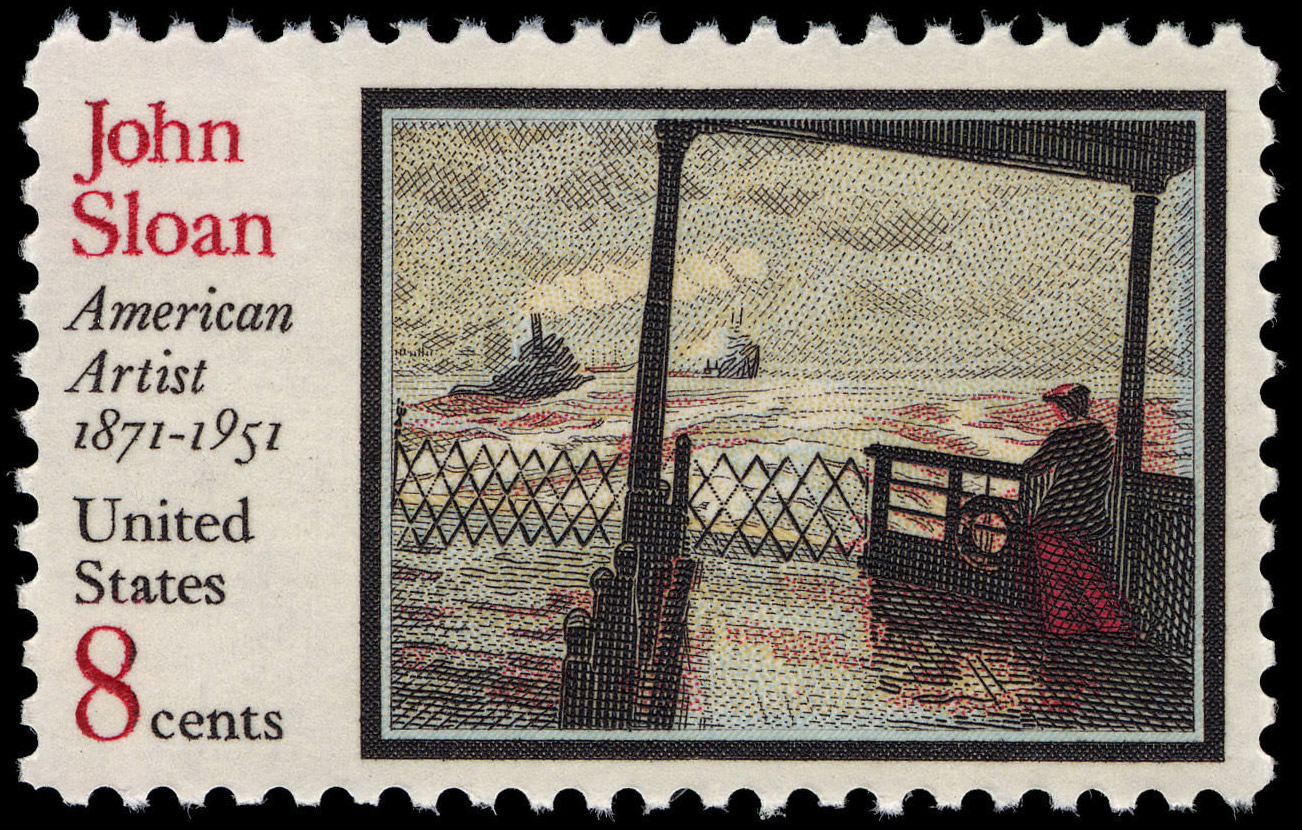
جون فرنش سلون على طابع بريد يعود لعام 1971

- جورج سيسلر (2000) لاعب كرة القاعدة.[33]
- الثور الجالس (1989) محارب من الهنود الحمر.
- ريد سكيلتون (2009) ممثل كوميدي.[13]
- جون سلوان (1971) رسام.
- جيسي ويلكوكس سميث (2001) رسامة توضيحية.[5]

- كيت سميث (2010) مغنية.[22]

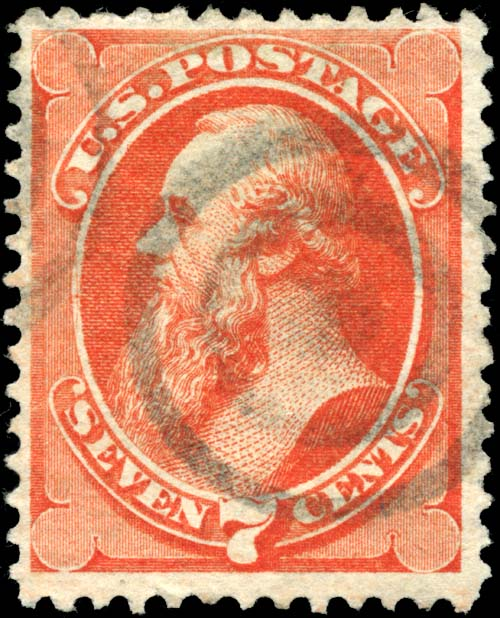
إدوين ستانتون على طابع بريد يعود لعام 1871

- مارغريت سميث (2007) سياسية وعضوة مجلس الشيوخ الأمريكي.[52]
- دبليو. يوجين سميث (2002) صحفي ومصور أمريكي.[8]
- ألبرت ساوثوورث (2002) مصور فوتوغرافي.[8]
- تريس سبيكر (2000) لاعب كرة القاعدة.[33]
- آن سبنسر (2020) كاتبة وشاعرة أمريكية.
- لورنس سبيري (1985) رائد طيران.
- جويل إلياس سبينجارن (2009) قائد الحقوق المدنية.[13]
- القائد ستاندينج بير (2023) الفائز بحكم المحكمة.[89]
- ليلند ستانفورد (1944) سياسي ومحسن أمريكي.[90]
- إدوين ستانتون (1871) سياسي أمريكي.
- إليزابيث كادي ستانتون (1948) مدافعة عن حق المرأة في التصويت وناشطة نسوية ومناهضة للعبودية.[40]

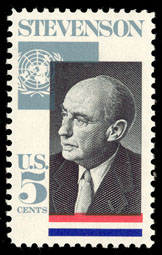
أدلاي ستيفنسون الثاني على طابع بريد يعود لعام 1965

- ويلي ستارجيل (2012) لاعب كرة القاعدة.[30]
- فيلهلمور ستيفانسون (1986) مستكشف القطب الشمالي.
- إدوارد شتايشن (2002) مصور فوتوغرافي.[8]
- جوزيف ستيلا (2013) فنان أمريكي.[37][47]
- فريدريش فيلهلم فون شتويبن (1930) جنرال في الجيش القاري خلال حرب الاستقلال الأمريكية.
- ولاس ستيفنز (2012) شاعر أمريكي.[30]
- أدلاي ستيفنسون الثاني (1965) سياسي أمريكي وسفير الأمم المتحدة ومرشح رئاسي.
- جيمس ستيوارت (2007) ممثل أمريكي.[52]
- ألفريد ستيغليتز (2002) مصور فوتوغرافي.[8]
- كلايفورد ستيل (2010) فنان تعبيري تجريدي.[22][48][49]
- وليام ستيل (2024) قائد للسكك الحديدية تحت الأرض ورجل أعمال وكاتب ومؤرخ وناشط في الحقوق المدنية.[91]
- جوزف ستيلويل (2000) جنرال في الجيش.[3][33]
- ريتشارد ستوكتون (1976) قاضي أمريكي وأحد الموقعين على إعلان الاستقلال.

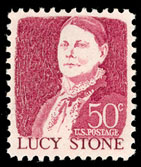
لوسي ستون على طابع بريد يعود لعام 1968

- ليوبولد ستوكوسكي (1997) قائد فرقة موسيقية.[24]
- هارلان فيسك ستون (1948) قاضي أمريكي ورئيس المحكمة العليا.
- لوسي ستون (1965) مناصرة لحقوق المرأة والنسوية.
- جوزيف ستوري (2009) سياسي أمريكي وقاضي المحكمة العليا.[13]
- هيريت ستو (2007) مؤلفة أمريكية.[52]
- باول ستراند (2002) مصور فوتوغرافي.[8]
- إد سوليفان (2009) مقدم برامج تلفزيونية منوعة.[13]
- جورج سزيل (1997) قائد فرقة موسيقية، ملحن.[24]

## T

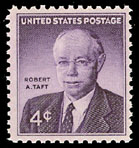
روبرت تافت على طابع بريد يعود لعام 1960

- روبرت أ. تافت (1960) عضو مجلس الشيوخ
- ويليام هوارد تافت (1930) الرئيس السابع والعشرون، رئيس المحكمة العليا العاشر للولايات المتحدة
- ويليام تالمان[الإنجليزية] (2009) ممثل.[13]
- هنري أوساوا تانر (1973) فنان أمريكي وأول رسام أمريكي من أصل أفريقي يكتسب شهرة دولية.

- إيدا تاربيل (2002) مؤلفة وصحفية.[8]

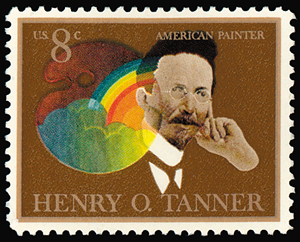
هنري أوساوا تانر على طابع بريد يعود لعام 1973

- زاكاري تايلور (1875) الرئيس الثاني عشر للولايات المتحدة.[40]
- والتر دوروين تيج[الإنجليزية] (2011) مصمم صناعي.[26]
- شيرلي تيمبل (2016) ممثلة ودبلوماسية.[14]
- الأم تيريزا (2010) راهبة ألبانية هندية.[22][26]
- ماري تشيرش تيريل (2009) زعيمة الحقوق المدنية.[13]

- داني توماس (2012) فنان.[26][34][92]
- تشارلز تومسون (1976) كاتب وسياسي.

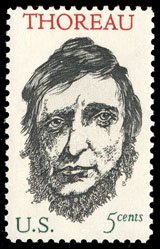
هنري ديفد ثورو على طابع بريد يعود لعام 1967

- هنري ديفيد ثورو (1967) شاعر ومؤلف.
- جيم ثورب (1984) رياضي.[28][93]
- لورانس تيبيت[الإنجليزية] (1997) مغني أوبرا.[24]
- جيامباتيستا تيبولو (1982) رسام.
- لويس كومفورت تيفاني (2007) مصمم.[52]
- ألين توسان (2025) موسيقي.[94]
- باي تراينور[الإنجليزية] (2000) لاعب كرة القاعدة.[33]
- أليكس تريبيك (2024) مقدم برامج ألعاب وشخصية تلفزيونية كندي أمريكي.[95]
- ويليام بي تي تريجو[الإنجليزية] (1976) رسام.
- إدوارد ترودو (2008) طبيب أمريكي من أصل فرنسي.[23]
- هاري إس ترومان (1973) الرئيس الثالث والثلاثون للولايات المتحدة.[3][50]
- هارييت توبمان (2024) هاربة من العبودية وكشافة وجاسوسة في الحرب الأهلية.[96]
- ريتشارد تاكر (1997) موسيقي ومغني.[24]
- مارك توين (1940) كاتب وروائي.[26][65]
- جون تايلر (1938) الرئيس العاشر للولايات المتحدة.

## V
- جيمس فان دير زي (2002) مصور فوتوغرافي.[8]
- مارتن فان بورين (1938) الرئيس الثامن للولايات المتحدة.
- فيفيان فانس (2009) ممثلة.[13]
- فيليكس فاريلا (1997) فيلسوف وسياسي كوبي.[24]
- سارة فوغان (2016) مغنية جاز.[14]
- ألفريد فيرفيل (1985) رائد الطيران.[97]
- كينج فيدور (2008) مخرج ومنتج وكاتب سيناريو.[23]
- أوزوالد جاريسون فيلارد (2009) زعيم الحقوق المدنية[13]
- غريتا فون نيسن[الإنجليزية] (2011) مصممة صناعية.[26]
- جون فون نيومان (2005) عالم رياضيات.[16]

## W
- هونوس فاغنر (2000) لاعب كرة القاعدة.[33]
- السيدة سي جيه ووكر (1998) فاعلة خير.[28]

- ديويت والاس (1998) ناشر.[28]

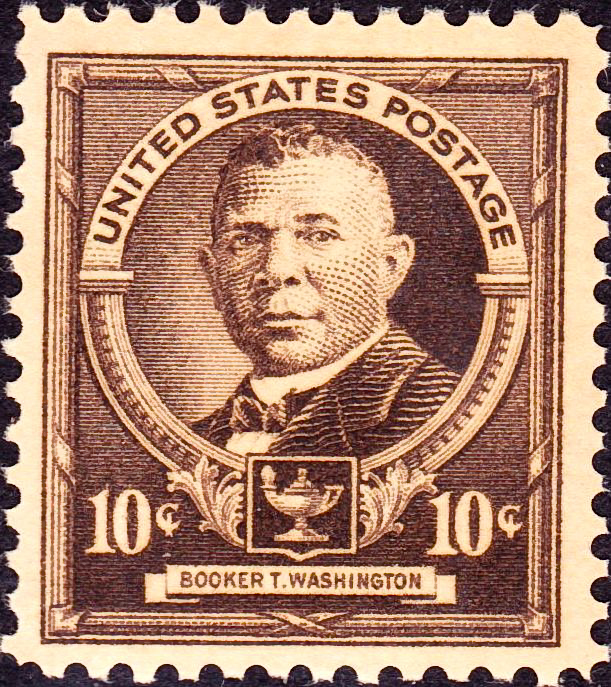
بوكر تي واشنطن على طابع بريد يعود لعام 1940

- ليلى أشيسون والاس[الإنجليزية] (1998) ناشرة وصاحبة أعمال وفاعلة خير.[28]
- راؤول والينبرغ (1997) دبلوماسي.[24]
- آندي وارهول (2002) رسام.[8]

- بوب سكوبي وارنر[الإنجليزية] (1997) مدرب كرة قدم.[24]
- روبرت بن وارن (2005) روائي وشاعر.[16]

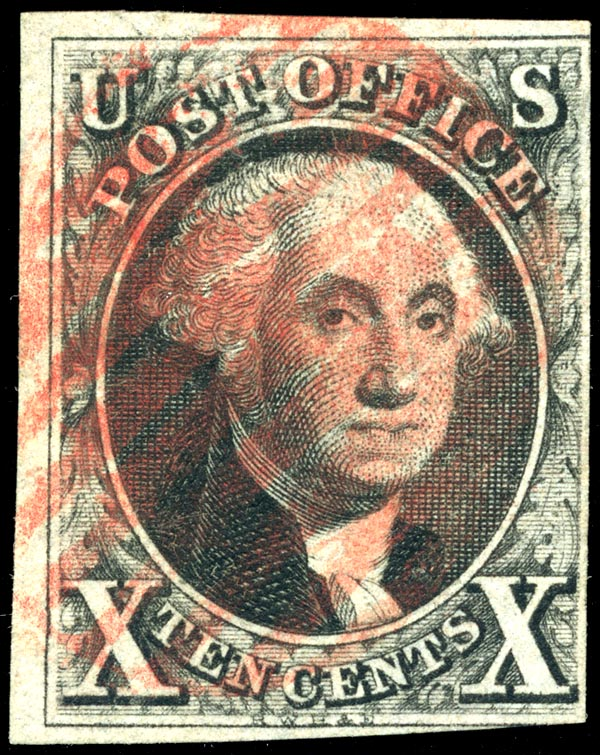
جورج واشنطن على طابع بريد يعود لعام 1847

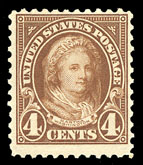
مارثا واشنطن على طابع بريد يعود لعام 1923

- بوكر تي واشنطن (1940) كاتب ومدافع عن حقوق الأميركيين السود.
- فريداي واشنطن[الإنجليزية] (2008) ممثلة.[23]

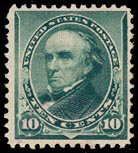
دانيال وبستر على طابع بريد يعود لعام 1890

- جورج واشنطن (1847) أول رئيس للولايات المتحدة.[26]
- جون بي واشنطن (1948) عسكري في جيش الولايات المتحدة.[55]
- مارثا واشنطن (1902) السيدة الأولى.
- كارلتون واتكينز (2002) مصور فوتوغرافي.[8]
- جون واين (1990) ممثل ومخرج.[10]
- جاك ويب (2009) مخرج سينمائي وممثل.[13]
- دانييل وبستر (1890) وزير خارجية الولايات المتحدة الرابع عشر والتاسع عشر.

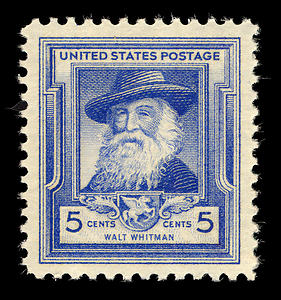
والت ويتمان على طابع بريد يعود لعام 1940

- أورسون ويلز (1999) ممثل ومخرج سينمائي.[40]

- جوزيف ويست (سياسي)[الإنجليزية] (1930) حاكم تشارلستون.
- إدوارد ويستون (2002) مصور.[8]

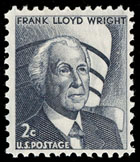
فرانك لويد رايت 1966

- كليفتون ريجنالد وارتون سينيور (2006) دبلوماسي.[29]
- جون ويتكومب (2001) رسام توضيحي.[5]
- جوش وايت (1998) مغني وموسيقي وكاتب أغاني وممثل شعبي.
- مينور وايت[الإنجليزية] (2002) مصور.[8]
- والتر فرانسيس وايت (2009) زعيم الحقوق المدنية.[13]
- والت ويتمان (1940) شاعر.
- بيلي وايلدر (2012) مخرج وكاتب سيناريو.[30][36]
- ثورنتون وايلدر (1997) كاتب مسرحي.[24][40]
- روي ويلكينز (2001) محامي الحقوق المدنية.[5]
- فرانسيس إي ويلارد (1940) كاتبة وأستاذة جامعة وناشطة حق المرأة بالتصويت.[40]
- هانك ويليامز (1993) مغني وموسيقي وكاتب أغاني.
- روجر ويليامز (1936) كاتب وعالم لاهوت.
- تيد ويليامز (2012) لاعب كرة القاعدة.[30]
- تينيسي ويليامز (1995) كاتب مسرحي.
- وليام ويليامز (1976) أحد الموقعين على إعلان الاستقلال الأمريكي.
- وليام كارلوس ويليامز (2012) شاعر.[30]
- وليام هاليداي ويليامز[الإنجليزية] (1912) عسكري شارك في الحرب الأهليةالأمريكية.[98]
- توماس ويلينغ (1976) محامي وقاضي وسياسي أمريكي.
- فرانسيس إي ويليس[الإنجليزية] (2006) دبلوماسية.[29]
- ويندل ويلكي (1992) رجل دولة.
- بوب ويلز[الإنجليزية] (1993) موسيقي وكاتب أغاني ريفي.
- ميريديث ويلسون (1999) ملحن وكاتب مسرحي.
- أوغست ويلسون (2021) كاتب مسرحي.[99]
- جيمس ويلسون (1976) أحد الموقعين على إعلان الاستقلال الأمريكي.
- وودرو ويلسون (1925) الرئيس 28 للولايات المتحدة.[28]
- غاري وينوغراند[الإنجليزية] (2002) مصور.[8]
- جون ويذرسبون (1976) أحد الموقعين على إعلان الاستقلال الأمريكي.
- أوليفر وولكوت (1976) أحد الموقعين على إعلان الاستقلال الأمريكي.
- توماس وولف (2000) مؤلف.[33]
- جون وودن (2024) مدرب كرة السلة.[100]
- فرانك لويد رايت (1965) مهندس معماري.[40]
- ريتشارد رايت (2009) كاتب.[13]
- راسل رايت[الإنجليزية] (2011) مصمم صناعي.[26]
- شين شيونغ وو (2021) عالِمة أمريكية من أصول صينية.[101]
- نيويل كونفيرس وايث (2001) رسام توضيحي.[5]

## X
مالكولم إكس (1999) داعية إسلامي ومدافع عن حقوق الإنسان.

## Y

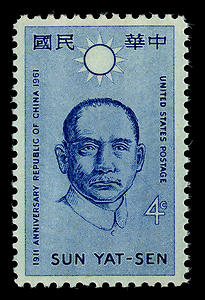
سون يات سين على طابع بريد يعود لعام 1961

- صن يات صن (1942، 1961) زعيم ثوري صيني.
- ألفين سي يورك (2000) جندي في الحرب العالمية الأولى، حائز على وسام الشرف.[33]
- أشلي يونج (2000) الفائزة بمسابقة تصميم الطوابع للأطفال.
- ساي يونج (2000) لاعب كرة القاعدة.[33]
- ويتني مور يونغ (1981) مدافعة عن الحقوق المدنية.

## Z
- بيبي زاهارياس (1981) رياضية في ألعاب القوى.